# Ignacio Zuloaga

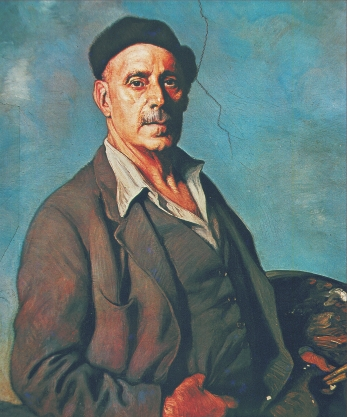
Selbstporträt 1942

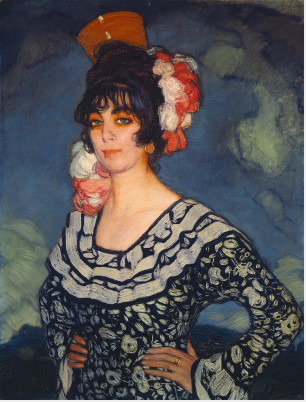
Frau in andalusischer Tracht 1911–1913

Ignacio Zuloaga y Zabaleta (* 26. Juli 1870 in Éibar; † 31. Oktober 1945 in Madrid) war ein spanischer Maler des beginnenden zwanzigsten Jahrhunderts, dessen Frühwerke teilweise Züge des sozialen Realismus, teilweise des Impressionismus aufweisen, während sein Hauptwerk der Tradition der spanischen Klassik folgt und der Ästhetik der España Negra zuzurechnen ist.

## Leben
Ignacio Zuloaga y Zabaleta wurde am 26. Juli 1870 als drittes Kind von Placido Maria Zuloaga y Zuloaga und Lucia Zamora Zabaleta in Eibar, Baskenland, im Haus seiner Eltern geboren. Er entstammte einer alten angesehenen Kunsthandwerkerfamilie: Sein Urgroßvater Blas Antonio Zuloaga y Ubera war oberster königlicher Waffenschmied, sein Großvater Eusebio Zuloaga y Gonzalez Direktor der königlichen Rüstkammer. Sein Vater Placido Zuloaga hatte in Paris und später in Dresden die Kunst des Damaszenierens und Tauschierens gelernt und in diesem Beruf internationales Renommee erlangt. Nach Besetzung Eibars im dritten Carlistenkrieg durch die Truppen des Generals Lizarraga lebte die Familie von 1873 bis 1876 in Saint-Jean-de-Luz, Frankreich. Seinen Sohn Ignacio schickte Placido Zuloaga 1881 oder 1882 nach Paris, vermutlich auf die Schule des Instituts Notre-Dame de Sainte-Croix (Unserer Frau vom Heiligen Kreuz) in Neuilly-sur-Seine und anschließend auf das ehemalige, inzwischen säkularisierte Jesuitencolleg de l'Immaculée Conception (der Unbefleckten Empfängnis) in Paris-Vaugirard.
1884 wieder im Baskenland, besuchte Ignacio 2 Jahre die Handelsschule der Dominikaner in Bergara. Trotz guter Noten wollte er nicht wie sein älterer Bruder Eusebio Ingenieurwissenschaften studieren, sondern interessierte sich von Kindheit an für Kunst. Neueste Quellenrecherchen verweisen das bisher von seinen Biographen berichtete Erweckungserlebnis im Pradomuseum auf einer Reise mit seinem Vater nach Madrid mit all seinen Ausschmückungen ins Reich der Legende. Vielmehr bewarb sich Ignacio Zuloaga im Oktober 1886 bei der Universität Madrid um die Zulassung zu einem Kunststudium, eine Bewerbung, die er jedoch zurückzog, um sich privat von einem Maler in Madrid ausbilden zu lassen. Die Ergebnisse dieser Ausbildung stellte er im Sommer 1887 in Madrid, im Herbst 1887 in Eibar und 1888 in Gernika aus.
Im Herbst des folgenden Jahres begleitete er schließlich seinen Vater auf einer Reise zu einem Geschäftspartner nach London und traf schließlich gegen Weihnachten in Rom zur weiteren malerischen Fortbildung ein. Entgegen seiner ursprünglichen Absicht, dort zwei oder drei Jahre zu bleiben, war er schon im August 1889 zurück in Eibar anlässlich der Hochzeit seiner Schwester Candida und kehrte nicht wieder zurück nach Rom. Vielmehr reiste er Ende des Jahres 1898 oder zu Anfang 1899 nach Paris und schrieb sich dort in der Académie libre de la rue Verniquet bei Henri Gervex ein, einem damals in der Kunstszene gut vernetzten Maler, Gründungsmitglied des Salon de la Société nationale des beaux-arts. Hier lernte er seinen späteren Schwager, den Maler Maxime Dethomas kennen, der für Zuloaga zum Türöffner zur Pariser Gesellschaft wurde. Bald machte er auch Bekanntschaft mit einem baskischen Landsmann, dem Maler Pablo Uranga, mit dem ihn eine lebenslange Freundschaft verbinden sollte. Sein in Rom entstandenes Bild A la forge konnte er im Frühjahrssalon 1890 von Paris und zeitgleich das Bild Forjador bei der Exposición Nacional de Madrid präsentieren. In der Galerie Boussod, Valadon & Cie. fand im April 1891 eine Ausstellung von Bildern mit Motiven – vermutlich aus Vororten von Paris – statt. Nach einem kurzen Ausflug nach Rom im Winter 1891 und einer ersten Teilnahme an einer Ausstellung in Barcelona im Mai 1891 sowie der Präsentation von 24 Werken in Bilbao im September 1891 war Zuloaga im Dezember erstmals in der Galerie Le Barc de Boutteville zusammen mit Paul Gauguin, Vincent van Gogh, Henri de Toulouse-Lautrec, Émile Bernard, Maurice Denis, Édouard Vuillard, Charles Cottet, Odilon Redon und Pierre Bonnard vertreten, 1892 und 1893 im Salon de la Société des Artistes Indépendants. Von der Académie libre de la rue Verniquet wechselte Zuloaga zu Eugène Carrière in der Académie Huimbez, Boulevard de Clichy, vermutlich identisch mit der sogenannten Académie de la Palette. Hier traf er mit der in Paris lebenden Gruppe katalanischer Maler um Santiago Rusiñol, Ramón Casas und Miquel Utrillo zusammen.
Lange konnte Zuloaga jeweils nicht in Paris bleiben, wohl der Mangel an finanziellen Mitteln trieb ihn immer wieder zurück nach Spanien, wo er in Bilbao Anschluss an die Mitglieder des Kurding-Club fand. So wechselten auch seine Pariser Adressen von der Rue des Saules 1889–1890 zur Rue Durantin 1891, zum Impasse Helene (im selben Haus mit Paul Signac) und zur Rue Cortot 1892. Ungewiss ist eine angebliche erste Reise nach Sevilla im Jahr 1892, die u. a. von Portillo in seinem Buch Ignacio Zuloaga en Sevilla berichtet wird, jedoch nicht belegt ist. Danach habe sein besorgter Vater, der bei einem Besuch in Paris 1891 seine Befürchtungen bezüglich des Lebens seines Sohnes in Montmartre mit nächtlichen Festen und Cabarets bestätigt gesehen habe – dieses Leben ihm wie das eines Clochards erschien, und ihn gedrängt habe, eine einträglichere und besser angesehene Beschäftigung anzunehmen–, worauf auch die heimliche finanzielle Unterstützung durch seine Mutter versiegt sei. Zuloaga verdingte sich durch Vermittlung seiner Freunde aus Bilbao bei einer Minengesellschaft (Compañía Argentífera Sevillana) als eine Art Buchhalter; mit der weiteren Aufgabe, als berittener und bewaffneter Geldbote den Wochenlohn der Arbeiter von Sevilla zur Silbermine zu bringen. Diese Beschäftigung habe er jedoch bald wieder aufgegeben, um sich neben der Malerei als Händler von Antiquitäten, Bildern und Sammlerstücken zu betätigen, eine Tätigkeit, die er neben der Malerei während einer langen Zeit seines Lebens beibehielt, um seinen Lebensunterhalt und seine Reisen zu finanzieren. Belegt ist die vorübergehende Anstellung Zuloagas bei dem Minenunternehmen für die Zeit zwischen Juni und Oktober 1898 aus einem Brief Zuloagas an Emile Bernard. Tatsächlich war Zuloaga noch im März 1892 in Paris mit fünf Bildern beim Salon de la Société des Artistes Indépendents mit positiver Resonanz in der Presse, danach zusammen mit Pablo Uranga in Bermeo, wo er sich der Pleinairmalerei widmete; ferner malte er im Sommer in Olabeaga, einem Vorort von Bilbao, und war am 15. November 1892 wieder in Paris bei einer Ausstellung der Galerie Le Barc de Boutteville.
Auch weitere Daten seines Werdegangs bedürfen einer Berichtigung aufgrund der umfangreichen von Lertxundi Galiana recherchierten Dokumente: Aus dem Jahr 1893 belegt sind die Teilnahme Zuloagas an Pariser Ausstellungen im März beim Salon de la Société des Artistes Indépendents und der Galerie Le Barc de Boutteville, seine Abreise nach Spanien im Sommer, wo er zusammen mit Pablo Uranga zwei Monate an der Dekoration und Ausmalung des im September eröffneten neuen Casinos von Bermeo arbeitete, Bilder, die später durch ein schweres Unwetter weitgehend zerstört wurden. Das Honorar für diese Arbeiten, 1.500 Real, deckte kaum die Materialkosten. Noch im November malte er für den Kurding-Club von Bilbao das modernistische Bild El Amanecer und bezog schließlich gegen Ende November in Paris zusammen mit den Katalanen Rusiñol und José María Jordá und seinem baskischen Freund Pablo Uranga ein Haus am Quai Bourbon auf der Île Saint-Louis. Von hier brachen Rusiñol und Zuloaga im Frühjahr 1894 auf zu einer Reise nach Italien und in die Schweiz. Da Zuloaga dafür kein Geld hatte, engagierte ihn Rusiñol als Zeichner für die Illustrierung des von ihm in der Zeitschrift La Vanguardia zu veröffentlichenden Reiseberichts. Seine Absicht, an einer Ausstellung in Barcelona im Mai 1894 teilzunehmen, gab er auf und reiste Ende Juni nach London zur Familie Morrison, Geschäftsfreunden seines Vaters, porträtierte die ganze Familie und wohnte bei ihr in Fonthill House, Wiltshire während des ganzen Sommers.
Im Herbst 1894 reiste Zuloaga schließlich nachweislich nach Sevilla, mietete sich Atelierräume in der Casa de los Artistas, einem ehemaligen, zur Herberge armer Leute heruntergekommenen Adelspalast und malte in dieser neuen ungewohnten Bohème Gitanas, Tänzerinnen, Blumen- und Zigarettenverkäuferinnen, Bilder, die er im Januar 1895 nach Paris brachte. Hier bereitete er seine erste Individualausstellung in der Galerie Le Barc de Boutteville vor, die unter der Bezeichnung Espagne blanche vom 9. bis 19. April 1895 stattfand und ein starkes Echo in der Presse hatte. Gleichwohl konnte nur ein einziges Bild an den amerikanischen Maler William Turner Dannat verkauft werden. Ihn, den deprimierten Mittellosen, der kein Geld hatte, um ein Modell zu bezahlen, nahm sein Kollege und Freund Maxime Dethomas in seine Wohnung auf, stellte ihm sein Atelier zur Verfügung und führte ihn in seine Familie ein. Damals entstand auch das Porträt seiner späteren Ehefrau Valentine Dethomas, der Schwester von Maxime. Bis zum Sommer 1895 teilten sich Zuloaga, Paco Durrio und Gauguin – nach dessen Rückkehr von Tahiti – ein Atelier in Paris. Angesichts seiner mageren Erfolge nach fünf Jahren Arbeit in Paris verließ Zuloaga Paris wieder und reiste über Eibar zurück nach Sevilla, um gleichsam wie Gauguin das Ursprüngliche suchend, die Raffinements von Paris zu vergessen und sich zu „defranzösisieren“, wie er an Maxime Dethomas schrieb. Hier blieb er das ganze Jahr 1896 über und schickte sein Gemälde Las dos amigas zur dritten Kunstausstellung von Barcelona, wo es mit einer Silbermedaille ausgezeichnet und für das Museum der Stadt für moderne Kunst angekauft wurde.
Gegen Jahresende begegneten sich in Sevilla Zuloaga und Émile Bernard nach dessen Rückkehr aus Ägypten. Ihn hatte der Baske in seiner ersten Zeit in Paris kennen gelernt, jener konnte sich aber zwar nicht an ihn erinnern, freute sich jedoch so sehr, einen wahren Künstler getroffen zu haben, dass er Ignacio Zuloaga die Patenschaft für sein im Februar 1897 zur Welt gekommenes zweites Kind antrug. Ab diesem Zeitpunkt verband beide Künstler eine lebenslange Freundschaft.
In Sevilla ging Zuloaga in seiner Leidenschaft für Stierkämpfe, der er bereits in der Pariser Arena La Pergolese hatte frönen können, einen Schritt weiter. In der Schule für Toreros von Manuel Carmona an der Puerta de la Carne ließ er sich zum Torero ausbilden, eine Tatsache, die er später zwar energisch ins Reich der Legenden verweisen wollte, die aber durch Briefe und ein erhaltenes Plakat belegt ist, auf dem er mit der Bezeichnung El Pintor namentlich genannt ist. Seine erste Vorstellung gab er am 17. April 1897, war dabei aber offenbar wenig erfolgreich. Nach angeblich 17 getöteten Stieren und möglicherweise einer schweren Verletzung soll er diesen Beruf auf Bitten seiner Mutter aufgegeben und sich wieder ausschließlich der Malerei gewidmet haben.
Nach einem Aufenthalt im Sommer 1897 im Baskenland arbeitete Zuloaga bis Mitte des Jahres 1898 in Alcalá de Guadaira, dem Zentrum der spanischen Landschaftsmaler, von wo er vier Bilder an Maxime Dethomas für die Ausstellung der Société Nationale des Beaux-Arts schickte und im Februar sein 3,02 × 2,22 m großes Bild Vispera de la corrida nach Barcelona sandte. Dort wurde es mit einem ersten Preis und einem Preisgeld von 2.000 Peseten ausgezeichnet. Für 500 Peseten verkaufte er das Bild an Rusiñol, um sich die Kosten des Rücktransports zu sparen. Mit diesem Gemälde, das den ersten Triumph Zuloagas in der Kunstszene brachte, verband sich wenig später seine größte Enttäuschung, die ihn über viele Jahre Abstand vom offiziellen spanischen Kunstbetrieb nehmen ließ. Rusiñol reichte das Bild für den spanischen Pavillon bei der Pariser Weltausstellung von 1900 ein, doch die spanische Jury lehnte es zum Erstaunen der französischen Kritik, bei der sich Zuloaga inzwischen einen Namen gemacht hatte, ab. Statt in Paris wurde Vispera de la corrida in Brüssel ausgestellt und vom belgischen Staat für das königliche Kunstmuseum erworben.
Nach einem kurzen Aufenthalt im Oktober 1898 auf dem Anwesen der Familie Dethomas in Saint-Medard, bei dem sich Zuloaga und Valentine Dethomas näher kamen, besuchte er erstmals seinen Onkel Daniel Zuloaga in Segovia, der dort als Keramiker lebte und arbeitete. Dies leitete eine neue Etappe seiner Karriere ein: Zuloaga entdeckte für sich die karge kastilische Landschaft und begann in einem neuen Stil zu malen. Mit drei dieser Bilder reiste er zurück nach Paris und stellte im folgenden Jahr im Salon de la Société Nationale des Beaux-Arts das Bild Mi tio y mis primas aus, das der französische Staat für das Musée du Luxembourg erwarb. Dies bedeutete seinen endgültigen Durchbruch in Paris als Künstler von Rang. Aus der Ausstellung von Gent kaufte der belgische Staat das Bild El alcalde de Ríomoros. Und am 18. Mai 1899 heiratete der Künstler sein Modell aus dem Jahre 1895, die Schwester seines Freundes Maxime, Valentine Dethomas, Tochter von Jean-Albert Dethomas und Marie-Louise Thiérrée. Trauzeugen waren sein ehemaliger Lehrer Eugène Carrière und der Komponist Isaac Albéniz. Eine lange Hochzeitsreise führte das Paar nach Großbritannien, Holland und Spanien zu den Fiestas de San Fermin, anschließend zu den Verwandten von Valentine nach Biarritz und in deren Landhaus in Saint-Medard-en-Jalles, im Oktober nach Lacanau, im November nach Sitges zu Rusiñol und im Dezember nach Granada, um sich schließlich über den Jahreswechsel für einige Monate in Segovia niederzulassen. Saint-Medard, wo das Bild La Enana Doña Mercedes entstand, wurde nunmehr neben Paris und Segovia sowie Madrid, wo sich Zuloaga ein weiteres Atelier einrichtete, ein Ort häufiger Aufenthalte mit der Familie.

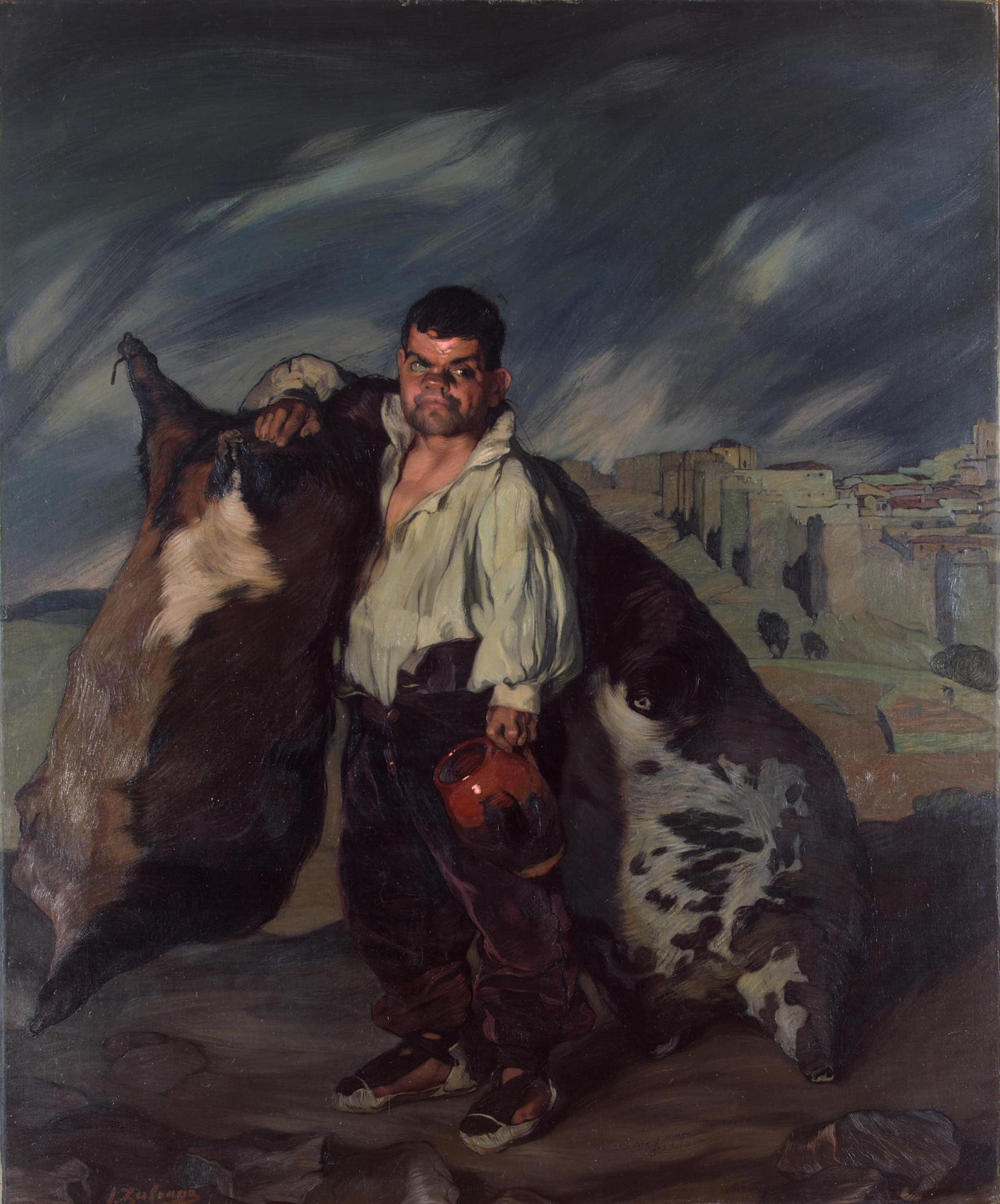
Gregorio el botero 1908

In den folgenden Jahren häuften sich internationale Ausstellungen, in denen Zuloagas Bilder vertreten waren, so schon 1900 eine Ausstellung in der Berliner Galerie Schulte und weitere in Düsseldorf und Köln, was den Kunstkritiker Hans Rosenhagen veranlasste zu schreiben: „Bilder, die nicht vergisst, wer sie gesehen hat“. In Dresden wurde Zuloaga 1901 mit einer Goldmedaille ausgezeichnet. Hier machte er die Bekanntschaft mit Rainer Maria Rilke, mit dem er danach jahrelang in Briefwechsel stand und 1903 eine Spanienreise unternahm. Ausstellungen in Bordeaux, München, Budapest und Berlin folgten im Jahr 1902. Seinen größten Erfolg in Deutschland brachte 1904 die Ausstellung in Düsseldorf, wo seinen 18 lebensgroßen Bildern ein eigener Saal gewidmet war, eine Ehre, die nur Adolph von Menzel und Auguste Rodin erwiesen wurde. Dr. H. Board nannte sie in Die Kunst für alle „ein Schlager allerersten Ranges“. Ausführliche Besprechungen seiner Gemälde erfolgten nicht nur in den französischen Zeitungen und Zeitschriften wie Le Soir, l'Autorité, l'Aurore littéraire, Artistique Sociale, La Liberté, l'Art Décoratif, Gazette des Beaux-Arts, Le Monde Moderne, Le Figaro und Le Figaro Illustré, zum Beispiel durch Arsène Alexandre, Paul Lafond, Charles Morice und Camille Mauclair, der auch in der deutschen Zeitschrift Die Kunst für Alle Zuloaga einen 17-seitigen, reich bebilderten Artikel widmete, sondern auch durch den russischen Kunstkritiker Sergei Djagilew in der russisch-/französischsprachigen Mir Iskusstwa, durch Giulio de Frenzi in Il Giornale d'Italia, in Deutschland durch Hans Rosenhagen und Hans Barth in Die Kunst für alle und Oskar Pollak in Zeitschrift für bildende Kunst, wo Zuloaga – meist zusammen mit Anglada Camarasa – als einer der beiden bedeutendsten spanischen Maler genannt wurde. In Spanien war das Echo dagegen verhalten, nur seine Freunde Santiago Rusiñol, Ramiro de Maeztu und José Ortega y Gasset widmeten ihm in La Vanguardia, España und El Imperial einige Artikel.
In Paris wurde Zuloaga 1901 zum assoziierten Mitglied der Société Nationale des Beaux-Arts (= Salon du Champ de Mars) ernannt und im darauf folgenden Jahr zum Vollmitglied (sociétaire). Während seines Aufenthalts in Bordeaux kam am 15. Mai 1902 seine Tochter Lucia/Marie-Louise zur Welt. Kurz zuvor war in Eibar seine Mutter Lucia gestorben. Unermüdlich reiste der Künstler: Von Bordeaux nach Eibar, weiter nach Segovia, wo er mit seinem Freund Uranga malte, dann zurück nach Eibar und im Dezember nach Andalusien, um dort einige Monate zu bleiben. Der Sommer 1903 sah ihn wieder in Bordeaux, Argelès-Gazost und Saint-Jean-de-Luz, der Herbst wie üblich in Segovia und das Jahresende wieder in Saint-Medard. Seine Gemälde reisten in diesem Jahr zu Ausstellungen in Bordeaux, Bilbao, München und Venedig, wo sie mit einer Goldmedaille ausgezeichnet wurden.
In dieser Weise ging es in den folgenden Jahren bis zum Ausbruch des Ersten Weltkriegs weiter: Reisen nach Deutschland, Marokko, Belgien und Italien wechselten sich ab mit den jährlich bis 1913 wiederkehrenden herbstlichen Arbeitsaufenthalten in Segovia, wo sein Onkel Daniel Zuloaga 1904 die aufgelassene romanische Kirche von San Juan de los Caballeros erworben und für sie beide darin Ateliers eingerichtet hatte. Kein Jahr verging ohne längeren Aufenthalt in Paris, wo Zuloaga 1906 Wohnung und Atelier in Nr. 54, Rue Caulaincourt (Montmartre), einrichtete, das seine endgültige Pariser Heimat blieb. Daneben kamen immer wieder Aufenthalte bei den Verwandten seiner Frau in Bordeaux, Saint-Medard, Saint-Jean-de-Luz, in Eibar, Madrid und Andalusien. Auf seinen Reisen begleiteten ihn u. a. Émile Bernard, Pablo Uranga, Charles Cottet, Dario de Regoyos, Auguste Rodin, mit dem er verschiedentlich Arbeiten tauschte, Maurice Ravel, der russische Kunstsammler Ivan Shchukin und die Sopranistin Lucienne Bréval, die er mehrmals porträtierte. Bereits im Jahr 1902 hatte er auch ein Automobil der Marke Clément-Bayard für seine Reisen zwischen Frankreich und Spanien und die Erkundung der kastilischen Landschaft und Städte auf der Suche nach Motiven und Inspirationen erworben. Seine Werke wurden währenddessen außer in Paris bei Ausstellungen u. a. in Amsterdam (1912), Barcelona (1905, 1907), Berlin (1902), Bilbao (1903), Bordeaux (1902, 1903, 1908), Boston (1909), Bremen (1904), Brüssel (1908, 1914), Buenos Aires (1910), Budapest (1902, 1912), Buffalo (1909), Dresden (1904, 1905, 1912), Frankfurt (1908), Glasgow (1904), London (1904, 1907, 1910), Mexiko (1910), Moskau (1913, 1914), München (1902, 1903, 1912, 1913), New York (1909, 1913), Prag (1905), Rom (1904, 1911), Rotterdam (1905), Sankt Petersburg (1913), Santiago de Chile (1910), Venedig (1903, 1905, 1910, 1912) und Wien (1912) gezeigt.
Am 10. Januar 1906 wurde in Paris sein Sohn Antonio geboren. Dessen Taufe wurde mit einem großen spanischen Fest mit Gästen wie Degas, Albeniz, Rilke, Aureliano de Beruete, Paco Durrio, Maxime Dethomas und Cottet gefeiert, ebenso am 20. April 1913 die Erstkommunion seiner Tochter. Sein Projekt, ein eigenes Haus an der baskischen Küste als Rückzugs- und Erholungsort zu haben, verfolgte Zuloaga über mehrere Jahre, bis er im Oktober 1910, kurz nach dem Tode seines Vaters, in einer Versteigerung ein Stück Sumpfland von 41.700 m² in Zumaia zwischen einem alten verlassenen Bauernhaus mit der Kapelle von Santiago und dem Meer für 4.500 Peseten kaufen konnte. Auf diesem Grundstück ließ er sich ein Wohnhaus errichten, das am französischen Nationalfeiertag, dem 14. Juli 1914 eingeweiht wurde. Das alte Bauernhaus mit Kapelle konnte er schließlich im selben Jahr hinzuerwerben und in den folgenden Jahren als Atelier und Museum ausbauen. Hier brachte er seine Sammlung von Bildern und weiteren Kunstwerken, die er während seines bisherigen Lebens erworben hatte, unter. Es bildet auch heute noch eines der beiden Privatmuseen Zuloagas, das von Besuchern besichtigt werden kann.
Der Ausbruch des Ersten Weltkrieges bedeutete auch im Leben dieses Künstlers einen starken Einschnitt und beendete eine Epoche seiner Karriere. Die Familie Dethomas zog sich wie viele andere Mitglieder der Bourgeoisie in den Süden Frankreichs zurück, die Pariser Salons verloren ihre Bedeutung, der europäische Ausstellungsbetrieb kam zum Erliegen. Zum Ausgleich wandte sich Zuloaga verstärkt seiner spanischen Heimat zu, die für ihn bisher zwar Arbeitsplatz und Inspirationsquelle gebildet hatte, nicht aber einen relevanten Markt für seine Erzeugnisse. Was aber nichts daran änderte, dass er 1915 wieder nach Paris reiste und dort arbeitete, als der Vormarsch der deutschen Truppen gestoppt war. Einige Monate musste er auch im Winter von 1916 auf 1917 wegen einer heftigen Infektion in Paris das Bett hüten. Statt in Segovia arbeitete er jetzt die übrigen Zeiten des Jahres in Zumaia oder Madrid, wo er sich am vornehmen Paseo de Rosales Wohnung und Atelier einrichtete. Von Spanien aus setzte er sich für die Alliierten des Krieges ein, zum einen in einem 1915 von spanischen Intellektuellen veröffentlichten Manifest, aber auch praktisch, indem er 1915 für eine Tombola zugunsten der Kriegsinvaliden von Saint-Medard ein Gemälde spendete, zum anderen im Jahr 1917 durch Organisation eines Tages, an dem alle Gewerbetreibenden in Eibar ihre Einnahmen für die Kriegswaisen spenden sollten. Die dabei gesammelten 34.000 Francs konnte er zusammen mit dem Bürgermeister von Eibar persönlich dem französischen Staatspräsidenten übergeben. Im selben Jahr wurde er mit dem Orden der französischen Ehrenlegion ausgezeichnet. Eine einzige Ausstellung konnte Zuloaga in den Kriegsjahren mit seinen Bildern beschicken: 34 Gemälde wurden 1916 auf den Weg in die USA gebracht, wo sie nacheinander mit großem Publikumserfolg in New York, Boston, Buffalo, Pittsburg, Cleveland, Chicago, St. Louis und Minneapolis gezeigt wurden.
Nach dem Ende des Krieges richtete sich das öffentliche Interesse in Paris auf die neuen Strömungen der Avantgarde, die mit allen früheren Konventionen brach und denen Zuloaga ablehnend gegenüber stand. Seine Klientel blieben Angehörige der Oberschicht, insbesondere aus Amerika, die seine Kunst schätzten und sich von ihm in Paris und Madrid porträtieren ließen.
Die Teilnahme an internationalen Kunstausstellungen blieb selten, so 1919 in Bilbao, wo der Schiffsreeder Ramón de la Sota für das Museum der Stadt das Bildnis der Condesa de Noailles erwarb, und 1920 in London. Im Jahr 1924 gelang es seinem amerikanischen Freund und Biographen Christian Brinton ihn zur Begleitung der Reise von 52 seiner Gemälde in die USA zu bewegen. Zusammen mit Pablo Uranga begab er sich im November nach New York, wo die Ausstellung in der Galerie Reinhard, 5th Avenue zu einem der größten Publikumsrenner wurde. Hatte 1909 die Ausstellung von 38 seiner Bilder nur 70.000 Besucher gezählt, während die vorausgegangene Sorollas mit über 350 Bildern doppelt so viel Besucher angezogen hatte, so waren es jetzt 5.600 am Tag; wegen des großen Andrangs wurde die Schau um eine Woche verlängert. Der Verkauf von 4 Bildern am ersten Tag brachte dem Maler 100.000 US-$ ein. In Washington wurde er in Begleitung des spanischen Botschafters von Präsident Coolidge empfangen. Im Februar 1925 zog die Ausstellung weiter nach Boston, Palm Beach in Florida und schließlich nach Havanna. Nach seiner Rückkehr nach Spanien erhielt der Künstler die Einladung zu einer ersten Ausstellung seiner Bilder in Madrid anlässlich der Eröffnung des vom Stararchitekten Antonio Palacios neu errichteten Gebäudes des Círculo de Bellas Artes, Nr. 42 Calle de Alcalá. Diese Ausstellung, eröffnet durch König Alfonso XIII., brachte die bisher ausstehende öffentliche Anerkennung des Künstlers in seiner Heimat, wenn auch von seinen Kritikern wie schon früher sein Spanienbild scharf verurteilt wurde. Es folgte nur noch die Teilnahme an Kunstausstellungen 1929 in Barcelona, 1939 in London sowie 1938 in Venedig. Das vormals ruhelose Leben des Malers war Vergangenheit, er schuf weniger als zehn Bilder im Jahr, widmete sich mehr dem Familienleben und veranstaltete Feste mit Stierkämpfen für seine französischen und spanischen Freunde. Im November 1925 erwarb er das halbverfallene Castillo de Pedraza nahe Segovia, wo er sich einen weiteren Wohnsitz mit Atelier einrichtete und sich heute das zweite Privatmuseum des Künstlers befindet. Einen schweren finanziellen Verlust brachte der Börsencrash von 1929, durch den er einen Großteil seines in den USA angelegten Vermögens und in der Folge auch viele Aufträge des Geldadels verlor. Die Ernennung zum Direktor des Museums für moderne Kunst in Madrid 1931 lehnte er ab. Den Ausbruch des spanischen Bürgerkriegs erlebte er in Paris, wo er gerade mit Vorbereitungen einer Ausstellung Urangas beschäftigt war. Sofort reiste er mit seiner Familie zurück nach Zumaia, wo er am 20. August 1936 eintraf, nach seinen Worten wie durch ein Wunder am Leben. Einen Monat später wurde Zumaia von den Truppen der Aufständischen erobert. Mit einem Brief vom 29. September musste er seine amerikanische Vertraute Alice W. Garret um Geld bitten, weil die republikanischen Truppen bei ihrem Abzug aus San Sebastian alle Bankschließfächer hatten nach Bilbao mitgehen lassen und dort hatte Zuloaga außer einem Gemälde El Grecos seine gesamte Barschaft sowie Goldmünzen verwahrt. Die meiste Zeit bis zum Ende des Bürgerkriegs verbrachte Zuloaga wieder abwechselnd in Paris und in Zumaia, um nach dessen Ende die Winter in Madrid, die Sommer im Baskenland zu verbringen. Von der Franco-Regierung zur Ikone der spanischen Malerei stilisiert, erlebte Zuloaga höchste Ehrungen, zeigte nochmals 1941 in Madrid und 1942 in Barcelona in großen retrospektiven Ausstellungen seine Bilder und arbeitete intensiv in seinem Madrider Atelier, insbesondere an Porträts seiner Freunde. Am 23. Oktober 1945 begab er sich – nach Anbringung einer Tafel zum Gedächtnis seines 1935 verstorbenen Freundes Pablo Uranga – mit seinem Auto auf die Reise nach Madrid. Mehrere Reifenpannen veranlassten ihn schließlich, ein unbequemes Taxi zu nehmen. Ein erster Schwächeanfall schien zunächst überstanden, bei einem Abendessen mit Freunden am 26. Oktober fühlte er sich aber wieder unwohl und ließ sich in sein Atelier bringen. Sein Arzt diagnostizierte Herzinfarkt und gab ihm noch höchstens zwei Wochen. Am 31. Oktober 1945 verstarb der Maler in seinem Atelier in Madrid.

## Der Künstler
„Was ist Kunst? Was ist Malerei? Das frage ich mich mit 54 Jahren. Nachdem ich einige 500 Gemälde gemalt habe. Soll sie durch die Zeit bedingt sein, in der wir leben? Weil Kunst zum Ziel hat, immer etwas neues zu machen? Oder soll sie auf der Wirklichkeit gründen, und vor allem auf dem, was die Natur uns zeigt? Welche Anliegen hatten die Alten? Welche haben wir heute? Sicher ganz verschiedene. Was zu tun ist: Aufrichtig sein mit sich selbst“. Das schrieb Zuloaga im Jahr 1924, adressiert an sich selbst.

### Erste Schritte

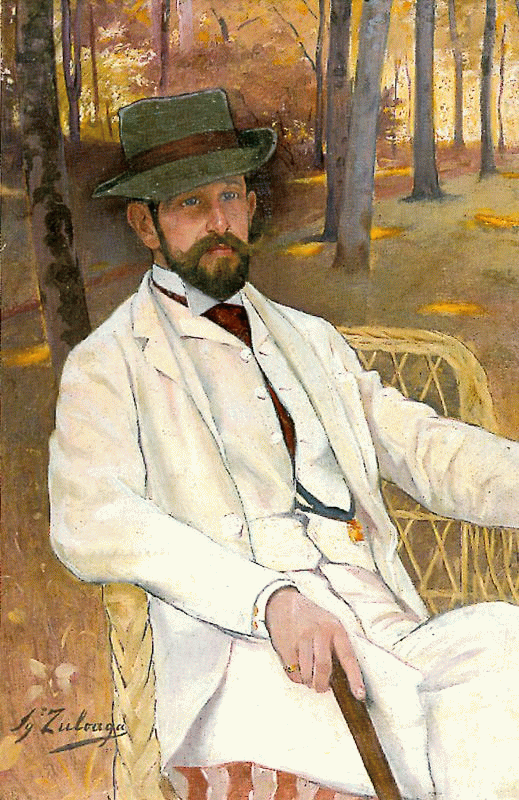
Marques de Villamarciel 1893

Zuloaga war kein Autodidakt, wie es bisher in seinen Biographien mehr oder weniger ausdrücklich dargestellt wurde. Eine klassische akademische Ausbildung hat er zwar nicht erhalten. Sein Vater hatte ihm das Zeichnen beigebracht und im Alter von 8 Jahren begann er zu malen. Im Elternhaus gab es reichlich Kunstobjekte, Gemälde und Kunstzeitschriften. So übte er sich von Kindheit an im Kopieren. Die von seinen Biographen geschilderte Reise im Jahr 1887 mit seinem Vater nach Madrid mit Besuch des Prado-Museums ist aufgrund der Forschungsarbeit Lertxundi Galianas eine Legende, die seine Ausbildung durch einen dem Namen nach nicht bekannten Maler verschwieg. Nicht belegt ist, dass er im Prado-Museum zwei Köpfe von Zwergen des Velazquez und ein Porträt eines Ritters von El Greco kopiert haben soll; belegt durch das entsprechende Verzeichnis des Museums sind nur Kopien von Bildern der Maler Modest Urgell und Juan Martin Cabezalero. Sein erstes in Madrid gemaltes Werk mit dem sperrigen Titel Un sacerdote rezando en una habitación antigua reichte er 1887 zur Exposición Nacional de Bellas Artes de Madrid ein, wo es tatsächlich ausgestellt wurde. Das im folgenden Jahr noch in der Heimat entstandene Genrebild La fuente de Eibar (heute im Museum Zuloaga, Zumaia), zeigt ganz in realistischem Stil mit klaren harten Konturen eine Personengruppe, deren Bewegungen wie in einer Momentaufnahme eingefroren wirken. Bereits vor seiner Abreise nach Rom bezeichnete sich Zuloaga als Maler. In Rom malte er einige Bilder in dem dort vorherrschenden sozial-realistischen Stil, während er sich in der Zeit seines Besuchs der Académie libre de la rue Verniquet in verschiedenen modernen Maltechniken wie neo-impressionistischer Freilichtmalerei, Pointillismus und impressionistisch gefärbtem Realismus versuchte. So erinnert das Porträt des Marquis de Villamarciel (jetzt Museo de Bilbao) von 1892 an Manet, das 1891 entstandene Bild Mi padre y mi hermana en Paris (jetzt Museo Zuloaga, Zumaia) an Toulouse-Lautrec, während z. B. das in Barcelona ausgezeichnete Bild Las dos amigas von 1896 und die emblematische Mujer de Alcalá de Guadaira von 1896 deutlich den Einfluss von Degas – mit sich aus der Bildmitte heraus bewegenden Figuren vor einem nur schwach angedeuteten Hintergrund – erkennen lassen. Noch 1912 schrieb Zuloaga über Degas: „Er ist der größte Künstler unserer Epoche“. In einem Paris mit ca. 2000 Malern, davon ca. 1600 Ausländer, konnte Zuloaga jedoch mit seinen Bildern – ohne einen sich aus der Masse heraushebenden Stil – keine Aufmerksamkeit auf sich ziehen.

### Sevillaner Epoche
Auf der Suche nach einem eigenen Weg wandte er sich betont spanischen Motiven zu. Die heitere Grundstimmung der andalusische Periode mit der Darstellung von Tänzerinnen, Toreros und Gitanas, mit ihren aufwendigen, oft farbenprächtigen Gewändern, Schleiern und Fächern eines „España blanca“ spiegelt die befreiende Wirkung des südlichen Klimas auf den Künstler wider. Zugleich bediente er eine im übrigen Europa von der Romantik verbreitete klischeehafte Vorstellung von einem exotischen Spanien, jedoch mit der neuen Tendenz, mit traurig blickenden Toreros und maliziös lächelnden Gitanas in das Wesen der Dargestellten vorzudringen. Weder in Sevilla, wo man nur kleinformatige romantische Genrebilder im Stile Fortunys gewohnt war und das, was Zuloaga malte, für Unsinn hielt, noch in Madrid, wo seine bei der jährlichen Exposición Nacional eingereichten Bilder allenfalls zur Abschreckung der Besucher in der Sala del Crimen landeten, verstand man seine Arbeiten. Erstmals bei der Ausstellung von sechs seiner in Andalusien gemalten Bilder im April 1895 in der Pariser Galerie Le Barc de Boutteville erschienen Kritiken in Zeitungen, und er konnte eines an einen amerikanischen Maler verkaufen.
Einen Abschluss dieser Phase und Übergang zu der Malweise, für die Zuloaga international anerkannt und berühmt werden sollte, bildete das in Barcelona prämierte Werk Vispera de la Corrida. Das großformatige Gemälde zeigt die Komposition zweier an die Bildränder gerückter Gruppen von in kostbare Gewänder gekleideten Frauen, die – nur teilweise dem Betrachter zugewandt – in der Bildmitte den Blick freigeben auf ein entferntes Dorf mit Rindern davor. Das leuchtend gelbe Kleid einer der Protagonistinnen und der weiße Umhang der neben ihr stehenden Frau kontrastieren mit dem dahinter dunkel erscheinenden Picador auf seinem Pferd, was das Kommen einer Corrida andeutet. Das Kompositionsschema von in Lebensgröße im Vordergrund stehenden, aus der Bildmitte gerückten Personen vor einer gleichsam wie ein Bühnenhintergrund wirkenden Landschaft ohne echten perspektivischen Bezug zu den Figuren findet sich in vielen späteren Werken Zuloagas wieder, wie z. B. in dem Bildnis des Maurice Barrès vor der Ansicht von Toledo aus dem Jahr 1913. Die Landschaft hat dabei die Funktion, als wichtiges Symbol zur Charakterisierung der abgebildeten Person, ihres Wesens oder ihres Umfelds zu dienen. Die Komposition beabsichtigt keine Wiedergabe einer wirklichen Szene, sondern bedient sich synthetisierend in der Realität vorgefundener Elemente, wie der Mauern von Ávila hinter dem zwergenhaften Weinhändler Gregorio el botero von 1907 und der Kreuzigungsgruppe El Cristo de la sangre von 1911 oder der Ansicht des kastilischen Städtchens Sepúlveda im Hintergrund der Bilder Gregorio en Sepúlveda von 1908 oder Mujeres de Sepúlveda von 1909.
Anders als die meisten Maler fertigte Zuloaga meist keine Entwürfe seiner Bilder. Seine Kompositionen malte er aus dem Gedächtnis und aufgrund schriftlicher Aufzeichnungen in seinen Notizbüchern, die er mit sich trug, später auch aufgrund von Fotografien. Tatsächlich benutzte er auf seinen Streifzügen durch die kastilische Landschaft eine Kodak-Kamera, um Eindrücke festzuhalten, die er später in seinen Kompositionen zu verwenden beabsichtigte.

### Segovianer Epoche

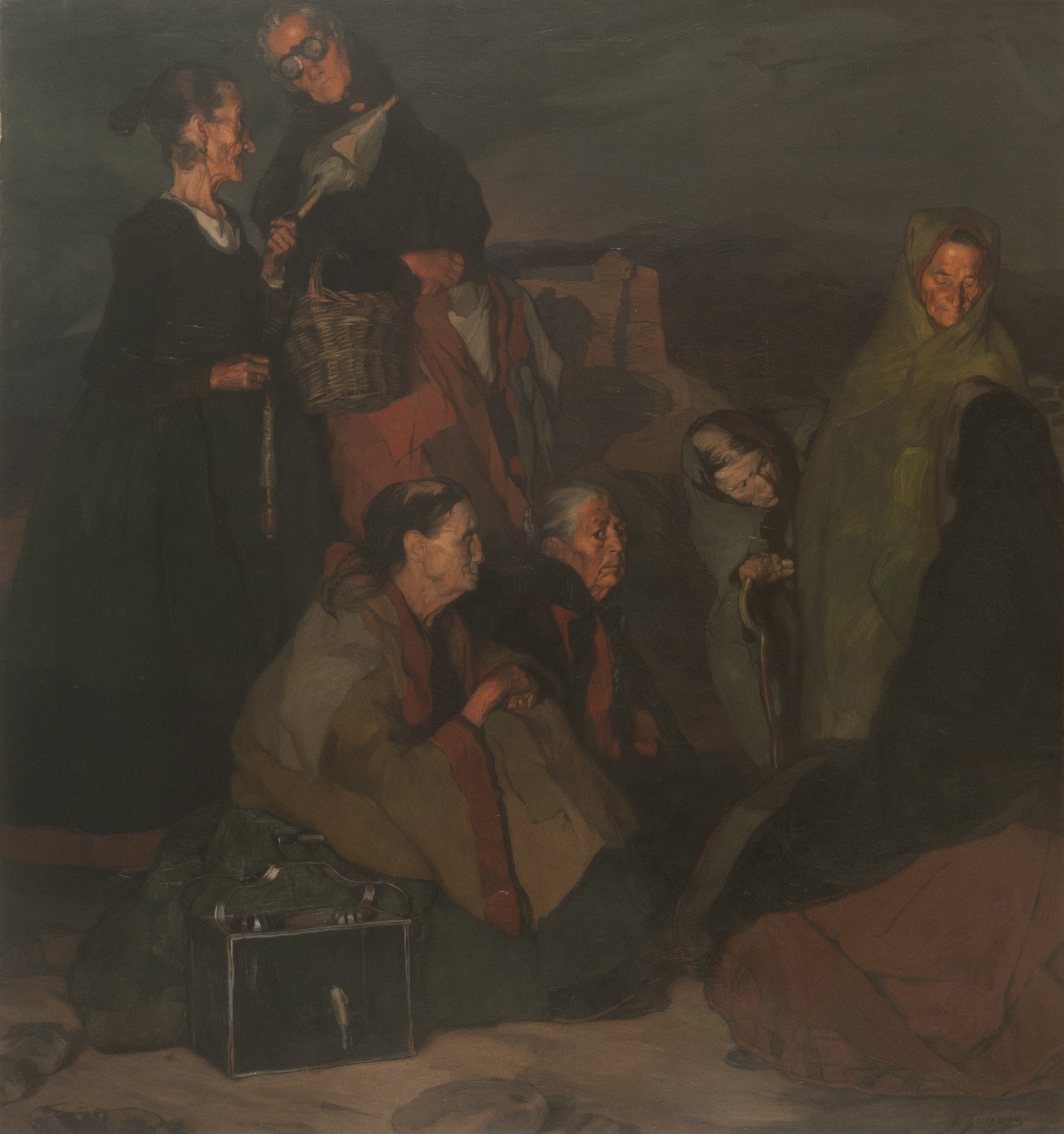
Las brujas de San Millán, 1907

Mit dem Verlassen von Sevilla zugunsten Segovias änderten sich sowohl Thematik als auch Kolorit von Zuloagas Gemälden deutlich. An die Stelle eines heiteren blauen Himmels traten meist dunkle Wolken über einer kargen kastilischen Landschaft, geradezu bedrohlich in der Darstellung des von einer Corrida zurückkehrenden Picadors auf seinem verwundeten Pferd La víctima de la fiesta von 1910. Die Palette wurde dunkel mit überwiegenden Rot-, Grün-, Braun- und Ockertönen, Silbergrau und Schwarz, die Thematik oft düster, die Farbe schwarz ein bevorzugtes Stilmittel. Ein „España blanca“ wurde abgelöst von einem „España negra“, wie es Darío de Regoyos in den Illustrationen zum 1898 erschienenen gleichnamigen Buch von Emile Verhaeren vorgezeichnet hatte. Während noch in einem der ersten Bilder der Segovianischen Epoche von 1898, Mi tio y mis primas, der Himmel hinter den in schwarz gekleideten Personen hell grau-blau erscheint und damit das Schwarz der Kleidung betont, ist in dem Porträt seiner ganz im sevillanischen Stil herausgeputzten Nichten Mis primas von 1903 wie in vielen späteren – z. B. dem der Gitana florista von 1909, der Familia de Daniel Zuloaga von 1910, der Bailarina von 1912, der Señora Atucha von 1917, und noch dem Porträt von Mrs. Julia Hoyt – Julia Wainwright Robbins von 1923 (jetzt Metropolitan Museum New York), jenem von Robert Cunninghame Graham von 1935 sowie dem des Domingo Ortega von 1945 – der Himmel von schweren grauschwarzen Wolken verhangen. Damit wurde ein dem Chiaroscuro ähnlicher Effekt, durch den die abgebildete Person ins rechte Licht gerückt wird, erreicht. Die nackte, ausgedörrte herbstliche Landschaft Kastiliens wurde für Zuloaga zum Symbol eines ursprünglichen, von den kosmopolitischen Strömungen der modernen Zeit noch unverdorbenen Spanien, wie es ihm in der Vision vom Siglo de Oro, dem sogenannten goldenen Zeitalter, erschien. „Eine Landschaft muss immer monochrom sein... Die Bäume schwarz; die Gebäude ocker und grüngrau; das Grün der ersten Ebene dunkelgrün. Letztlich weniger aus dieser Impressionistenküche, wo alle Sossen aus blau gemacht sind“.

### Reaktion in Spanien

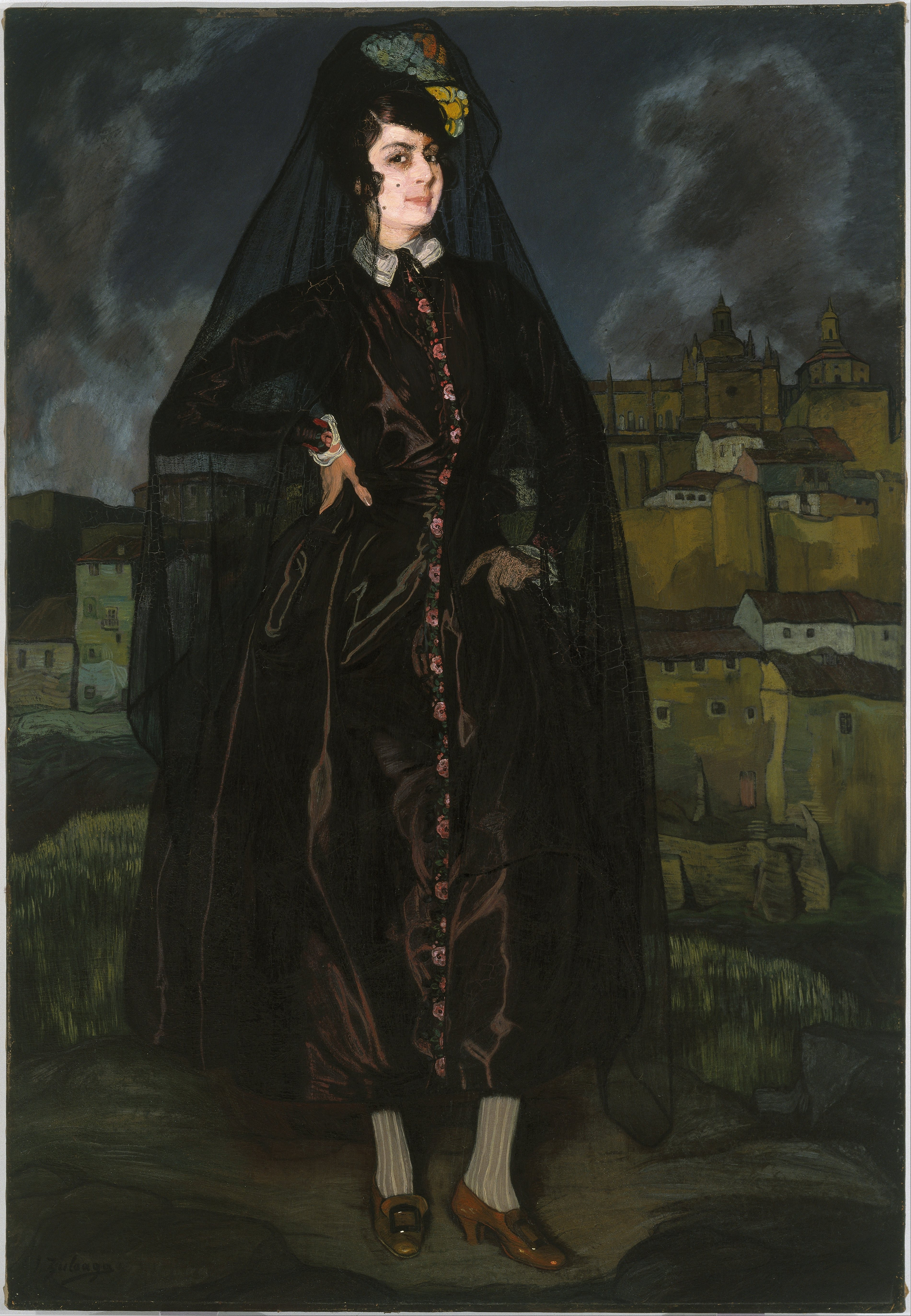
Anita Ramírez de negro, 1916

Diese neue Art zu malen, die in kürzester Zeit Zuloagas internationalen Ruhm begründete, und ihn zu dem „Maler Spaniens“ machte, stieß in der spanischen Öffentlichkeit, insbesondere der städtischen bürgerlichen Gesellschaft und der Presse auf scharfe Ablehnung. Nicht die Maltechnik wurde thematisiert, sondern die Stoffwahl. Die dargestellten Subjekte transportierten für seine Kritiker ein verzerrtes, antispanisches Bild im Sinne der schwarzen Legende (Leyenda negra), von einem zugleich bigotten und durch Aberglauben geprägten, rohen, rückständigen Spanien in die Welt. Die sogenannte „cuestion Zuloaga“ war geboren. Demgegenüber erkannten Kunstkritiker des Auslands, aber auch spanische Intellektuelle diesen nicht von Romantik verklärten Blick auf Spanien als authentische Darstellung der zeitlosen spanischen Seele an. Der deutsche Kunstkritiker Hans Rosenhagen bezeichnete Zuloaga als großartigen Psychologen, der das wirkliche Spanien zeige und sich von den alten Meistern wie Goya und Velazquez nur durch die Neuheit seiner koloristischen Kombinationen unterscheide. Camille Mauclair nannte ihn den größten zurzeit lebenden spanischen Künstler in der Tradition von Velazquez, Greco und Goya, dessen Verdienst es sei, eine im trostlosen Streben nach Einförmigkeit versinkende Welt gestaltet zu haben. Christian Brinton sah die gesamte Entwicklung der spanischen Gesellschaft seit Ribera durch Zuloagas Kunst symbolisiert. Der amerikanische Maler John Singer Sargent bezeichnete es im Vorwort zum Ausstellungskatalog von 1916 schlicht als Ehre, dieses Genie der amerikanischen Öffentlichkeit anzukündigen. Und Djagilew fragte schon 1901: „Wer kann danach kommen? Wenn er schon alles gesagt zu haben scheint“.
In Spanien waren es nur die Mitglieder der später von Azorin so genannten Gruppe Intellektueller der Generación del 98, die ihre Gedanken durch Zuoagas Kunst repräsentiert sahen. Während auch Azorin anfänglich vertreten hatte, das von Zuloaga wiedergegebene Spanien sei weder real noch authentisch, schrieb er später, Zuloaga habe es nach seiner Ansicht verstanden, das authentische Spanien wiederzugeben. Er schrieb: „Man kann das Spanien Zuloagas nicht sehen, ... bis man einige Jahre ausserhalb Spaniens gelebt hat. Ich selber, der spanische Dörfer und Typen beschrieben hat, habe sie nicht gesehen, bis ich drei Jahre in Paris gelebt habe.... Als ich nach Spanien zurückkehrte, traf mich plötzlich wie ein Schlag die Wahrheit von Zuloagas Malerei“. Im gleichen Sinn schrieb Miguel de Unamuno: „Spanien muss noch entdeckt werden, und nur europäisierte Spanier werden es entdecken können“ und bezeichnete Zuloaga als „Entdecker des zutiefst Spezifischen und Differenzierenden des heutigen Spanien“, als den „Maler der spanischen Seele“. Der Philosoph José Ortega y Gasset interpretierte in einer Beschreibung des Bildes Gregorio el Botero diesen Zwerg als Symbol der spanischen „Rasse“ und ihres Schicksals, „wenn man will ein spanischer Mythos“. Die anderen, modernen europäischen Nationen hätten demgegenüber wie Faust ihre Seelen verkauft. Die nostalgische Verklärung der ländlichen Vergangenheit war der Gründungsmythos des von diesen Intellektuellen beförderten kulturellen Nationalismus. Was die Schriftsteller der Generación von 98 in ihren Essays, Romanen und Gedichten verkündeten, hielt Zuloaga in seinen Bildern als malerische Botschaft fest, „... es war das Problem Spanien“.
Genau das suchte der Künstler zum Ausdruck zu bringen. Einem Besucher seines Ateliers in der alten Kirche in Segovia zeigte er 1908 zunächst das Bild Los Flagellantes. In ihm ist die alte, in einigen spanischen Gegenden fortlebende Tradition dargestellt, dass sich bei Umzügen in der Karwoche Männer mit verhülltem Kopf und entblößtem Oberkörper unter dem Gekreuzigten geißeln, bis ihnen das Blut herunterläuft. Rechts und links neben dieses Gemälde stellte der Maler wie bei einem Triptychon die Bilder eines Toreros und einer fröhlich blickenden Manola und erklärte dem verblüfften Besucher: „In Spanien gibt es nichts weiter als Toreros und religiöse Fanatiker, die mit gleicher Grausamkeit Tiere quälen und das eigene Fleisch zerfetzen“.

### Stierkampf

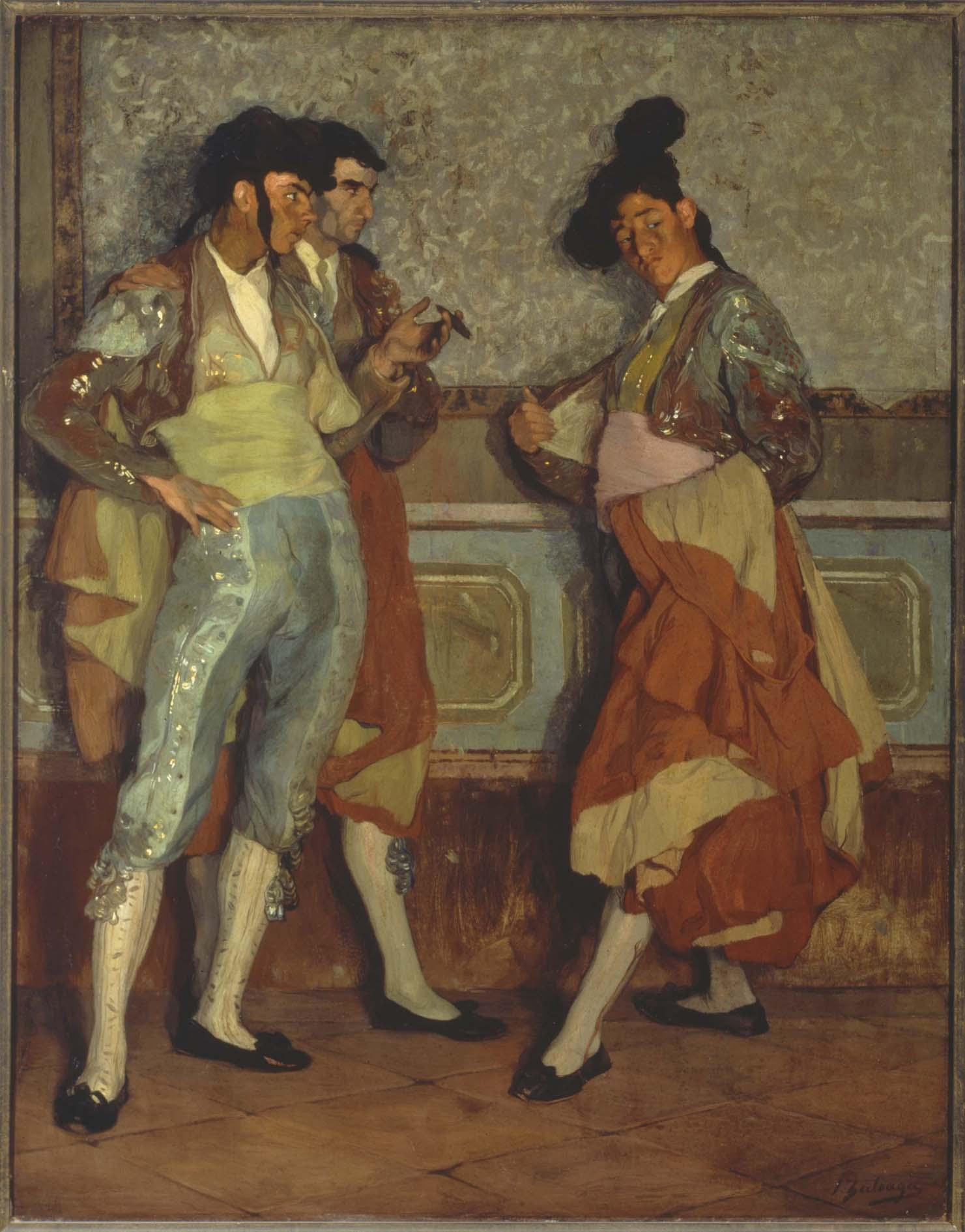
Torerillos de pueblo, 1906

Keineswegs war Zuloaga aber ein Gegner des Stierkampfes. Entgegen den meisten der Generación del 98, die den Stierkampf als barbarisch ablehnten, war dieser für ihn nicht nur eine große Leidenschaft, sondern bildete auch einen wesentlichen Teil seines Œuvres. Wohl mehr als 1/10 der von Lafuente Ferrari in seinem Katalog aufgeführten ca. 880 Bilder hatten diese Thematik zum Gegenstand. Im Unterschied zu Goyas Tauromaquia thematisieren aber nur wenige die Corrida selbst, vielmehr deren Umkreis: Frauen, die sich für dieses Fest herausputzen (Antes de la fiesta, 1903) oder am Vorabend die Stiere besichtigen (Vispera de la corrida, 1898), auf den Rängen oder Balkonen zusehen (Palco en la corrida de toros, 1901; El palco, 1917; El palco de las presidentas, 1945) und Toreros, von den Anfängern (Torerillos de Pueblo, 1906; Torerillos de Turégano, 1913) über deren Familien (Gallito y su familia = La familia del torero gitano, 1903) bis zu Porträts in voller Montur (El Matador „Corcito“, 1909; Belmonte en plata, 1924; Torero Rafael Albaicín, 1941; Domingo Ortega, 1945). In dem im Entwurf stecken gebliebenen Bild Mis amigos (jetzt Museo Zuloaga, Zumaia) erscheint neben dem Herzog von Alba, seinem Malerfreund Pablo Uranga, seinem Arzt Gregorio Marañon, den Literaten Ortega y Gasset, Ramón María del Valle Inclán, Azorin und Ramiro de Maeztu auch der Torero Juan Belmonte. Zu dem Kunsthistoriker Manuel Bartolomé Cossío sagte er: „Das Wichtigste ist zu wissen, wie man gegen einen Stier kämpft“. Seinen Sarg trugen am 31. Oktober 1945 zu gleichen Teilen je drei seiner Freunde aus der Kunst und dem Stierkampf.

### Ästhetische Zielrichtung

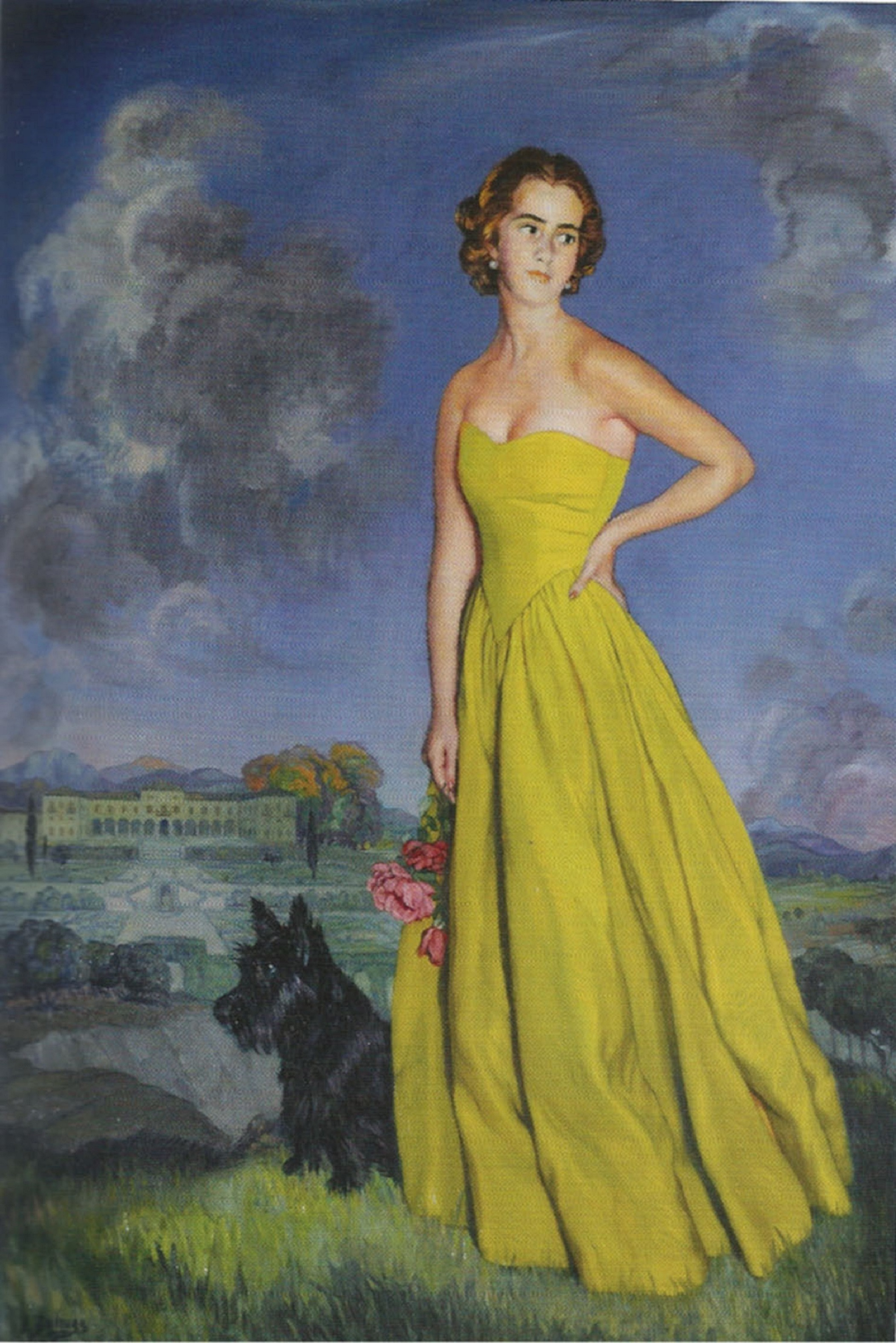
Principessa Sveva Colonna, 1938

Nach Zuloagas Auffassung sollten Gemälde eine Aussage haben, nicht bloß naturalistisch eine Anekdote erzählen oder eine Stimmung ausdrücken oder gar reine Dekorationsobjekte sein. An der Darstellung von Atmosphäre und Licht hatte er kein Interesse; „um Luft zu atmen öffne ich das Fenster“ sagte er oft. Für Abbildungen gebe es Fotoapparate, äußerte er mehrfach. Die Realität zu interpretieren, auf das Wesen der Dinge, insbesondere der dargestellten Personen durchzudringen, war sein Ziel, ebenso wie dies Émile Bernard und Maurice Denis formulierten.

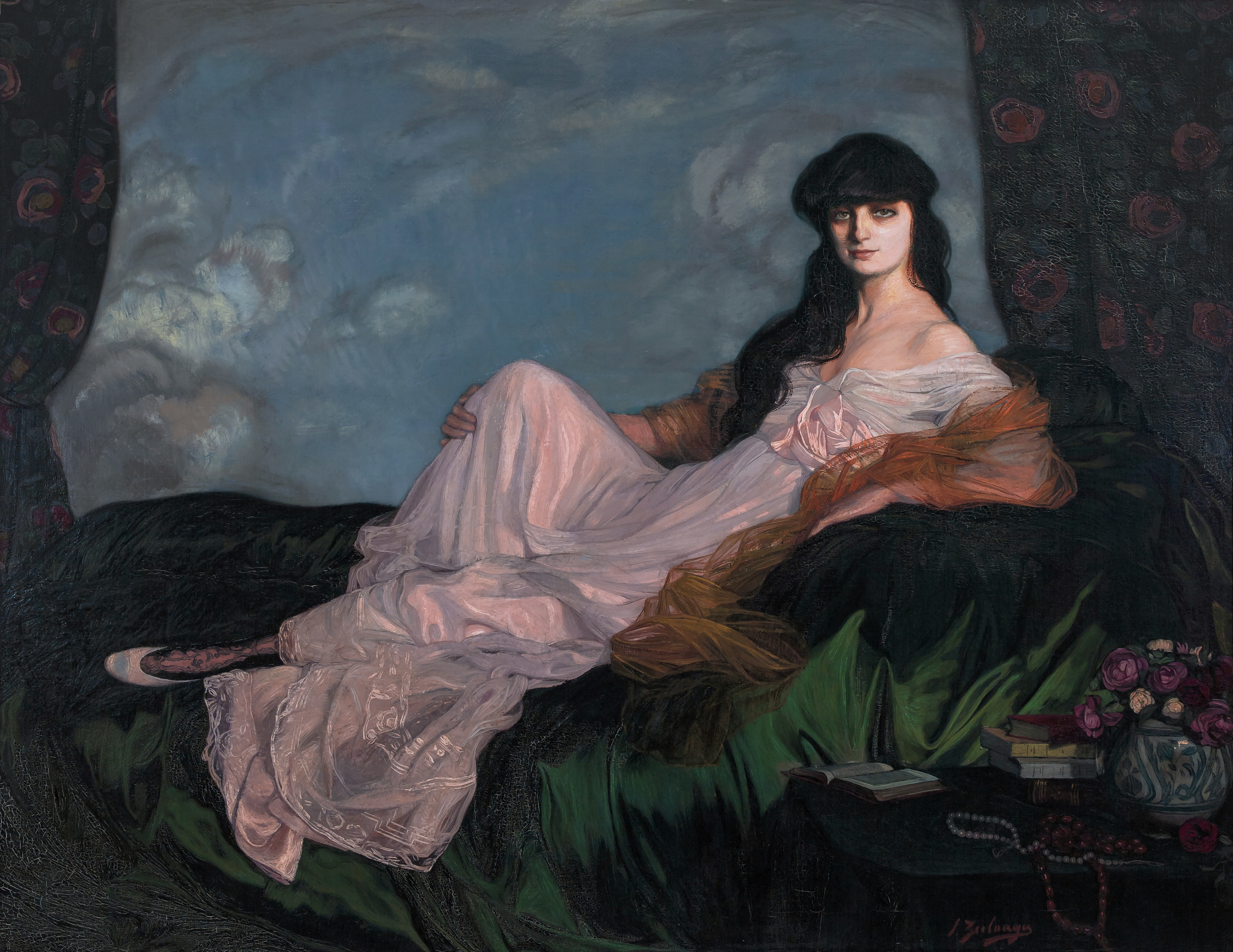
Gräfin Mathieu de Noailles 1913

So ging es ihm auch in den vielen Porträts, mit denen er zunehmend ab 1908 und ganz überwiegend nach dem Ende des Ersten Weltkriegs darum befasst war, die Persönlichkeit, das körperlich-geistige Wesen des Dargestellten herauszuarbeiten, wobei er sich auch symbolistischer Techniken bediente. Als Musterbeispiel dafür kann das Bild des französischen nationalistischen Politikers Maurice Barrès vor dem Hintergrund Toledos mit dessen Buch über diese Stadt gelten. Entsprechend alter Tradition stellte Zuloaga vielfach Persönlichkeiten mit besonders aussagekräftigen Utensilien dar, wie die Maler Pablo Uranga und Balenciaga mit Palette, den Bildhauer Julio Beobide mit Hammer und Meißel, seinen Arzt Dr. Gregorio Marañon vor einem Mikroskop, den Conde de Arest neben einem Stapel von Büchern stehend, Ortega y Gasset mit einem Buch auf dem Schoß den Betrachter anblickend, den Denker Ramón María del Valle-Inclán mit verschränkten Armen, der auf einem Stuhl sitzend sinniert. Bei Frauen hingegen legte er – ganz Spanier seiner Zeit – das Hauptaugenmerk auf ihre Attraktivität; ihre Persönlichkeit interessierte ihn weniger. Seine Modelle, gleich ob es reiche Amerikanerinnen oder Berufmodelle waren, verwandelte er mit phantasievollen spanischen Gewändern, von denen er sich eine große Sammlung schon seit seiner Zeit in Andalusien zugelegt hatte, in Geschöpfe einer Zauberwelt. Nur ihre Blickrichtung und ihre Körpersprache, die Bewegung der Hüften oder das Vorstellen eines Fußes dienten zum Ausdruck ihrer Vitalität oder Koketterie. Aus der großen Anzahl solcher Gemälde sei auf die diversen Bilder seiner Nichten Candida und Esperanza, seiner Modelle Lola und Marcelle Souty und die Bildnisse von Mrs. Julia Hoyt, Señora Concuera, Señora Garay, der Duquesa de Alba oder Doña Micaela de Aramburu y Picardo hingewiesen. Eine hervorragende Ausnahme stellt das Bildnis der Condesa Mathieu de Noailles von 1913 (jetzt Museo de Bilbao) dar, die in ein zartes, faltenreiches Negligé nach französischer Art gekleidet, auf einem Diwan ruhend, den Betrachter träumerisch anblickt. Eine Blumenvase mit Rosen auf einem Tischchen am Bildrand mit mehreren Büchern symbolisiert Poesie und Kompetenz der Protagonistin, die in Paris einen Salon führte, der Treffpunkt vieler Künstler und Literaten war.

### El Greco
Um die Seele des Landes korrekt zu interpretieren, suchte Zuloaga Inspiration in der künstlerischen Tradition Spaniens. Er bewunderte insbesondere die Kunst El Grecos und Goyas, mit denen er eine tiefe Verbundenheit seit seinen ersten Kontakten mit ihren Gemälden im Pradomuseum fühlte. Während die von der ausländischen Kunstkritik hervorgehobenen Bezüge zu Velazquez im thematischen Bereich missgebildeter Menschen, wie dem Zwerg Gregorio oder der Dõna Mercedes eher vordergründig erscheinen, basieren Zuloagas Bezüge zu El Greco und Goya auf seiner starken persönlichen Affinität zu den Bildern dieser Meister. In seinem Atelier in Madrid hingen Reproduktionen der Majas von Goya und der Olimpia von Manet.

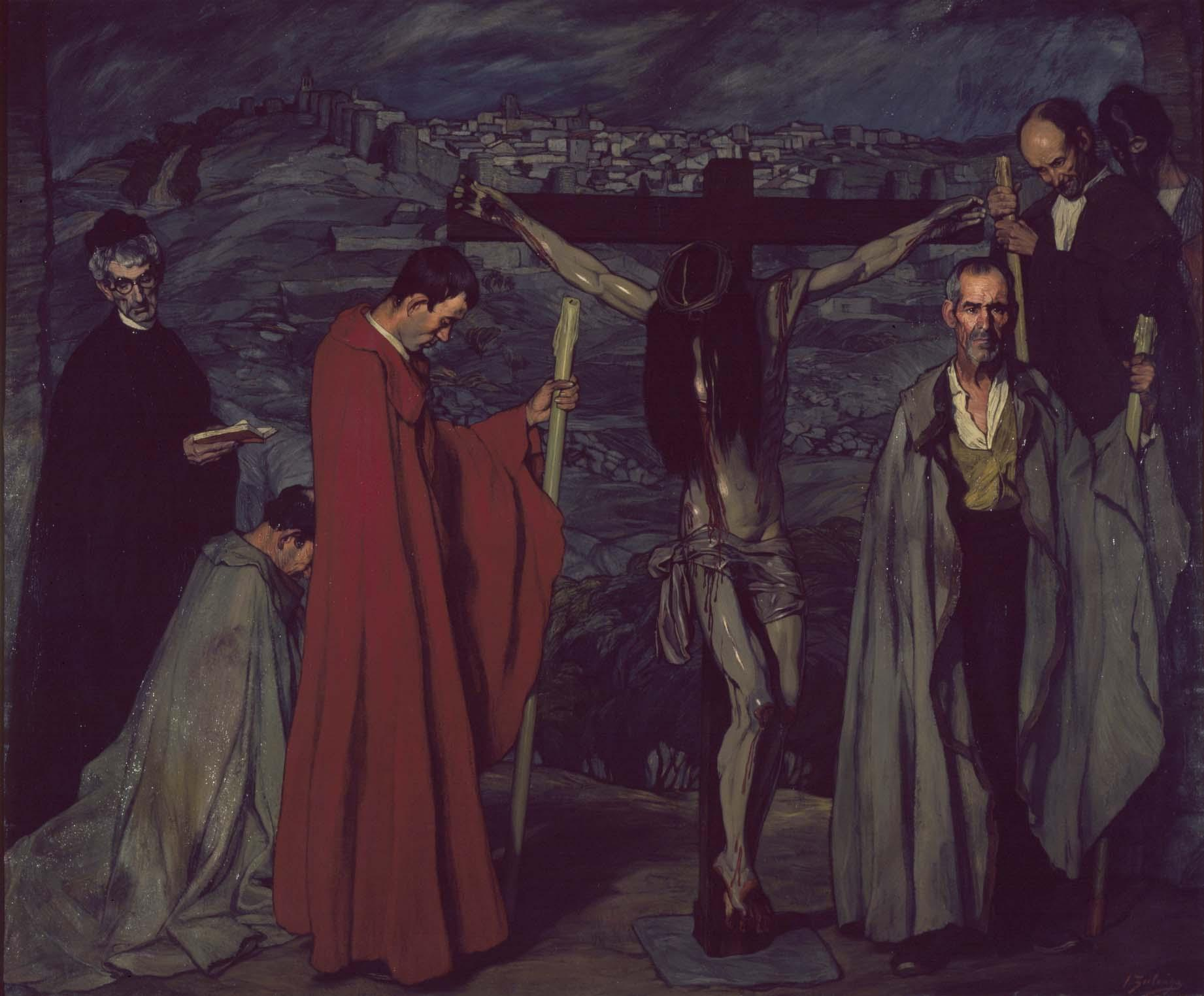
El Cristo de la Sangre, 1911

Es war der Baske, der 1894 den Katalanen Rusiñol überredet hatte, die von dem katalanischen Maler Laureano Barrau Buñol in Paris angebotenen zwei Gemälde El Grecos zu kaufen, weil er selbst die geforderten 1.000 Francs nicht aufbringen konnte. Legendär ist seine von Rusiñol berichtete Reise nach Toledo mit dem einzigen Zweck, dort das Gemälde El entierro del conde de Orgaz sehen zu können. Selbst sammelte er, wenn er es sich leisten konnte, Gemälde des Kreters und soll es auf eine Kollektion von 12 Grecos gebracht haben, darunter das von ihm auf seiner Andalusienreise mit Rodin 1905 gegen dessen Rat für 1.000 Peseten erworbene Gemälde der Apocalypse, das als wichtige Quelle für Picassos Les Demoiselles d’ Avignon angesehen wird und als Hintergrund des Bildes Mis amigos zu sehen ist. Auch für Sammler kaufte und verkaufte er Grecos, wann immer er ihrer habhaft werden konnte. Wenigstens 14 gingen durch seine Hände, vielfach in Zusammenarbeit mit seinem Onkel Daniel Zuloaga, mit dem er sich den Gewinn solcher Geschäfte teilte. Auch Rilke kam über den Basken zu Greco, während es Zuloaga nicht gelang, Rodin zu überzeugen. Er galt in der Kunstwelt als Greco-Experte, dem es auch nichts ausmachte, gelegentlich ein stark restauriertes Bild für echt zu erklären. Zuloaga bezeichnete El Greco als den größten Maler, der je existiert hat, als Gott der Malerei. Ihm, wie auch dem Lothringer Barrès, dem Greco-Biographen Cossío und auch Pío Baroja, Azorin, Unamuno und den anderen Mitgliedern der Generación del 98 galt der Kreter als der spanischste aller Maler, weil er das Wesen dieses Volkes, seine Seele, am besten erfasst und in seinen Werken dargestellt habe. Das erkannte selbst Meier-Graefe in seinem richtungweisenden Kunsttagebuch Spanische Reise an. Nach Pío Baroja hat die kahle Landschaft Kastiliens mit ihren Grautönen vor Sonnenuntergang und die melancholische Ruhe, die seine kleinen Städte beherrscht, den Geist Grecos geprägt, ein Landschaftsbild ähnlich dem bei Zuloaga. Ästhetische Anklänge an die manieristischen Figuren Grecos finden sich bei Zuloaga beim Tipo de Segovia von 1906, dem Mönch Monje en extasis von 1907, San Francisco de Asís von 1942 oder in El Cristo de la sangre von 1911. Zuloagas Gemälde El Cardenal von 1912 lässt an Grecos Porträt des Großinquisitors denken.

### Goya

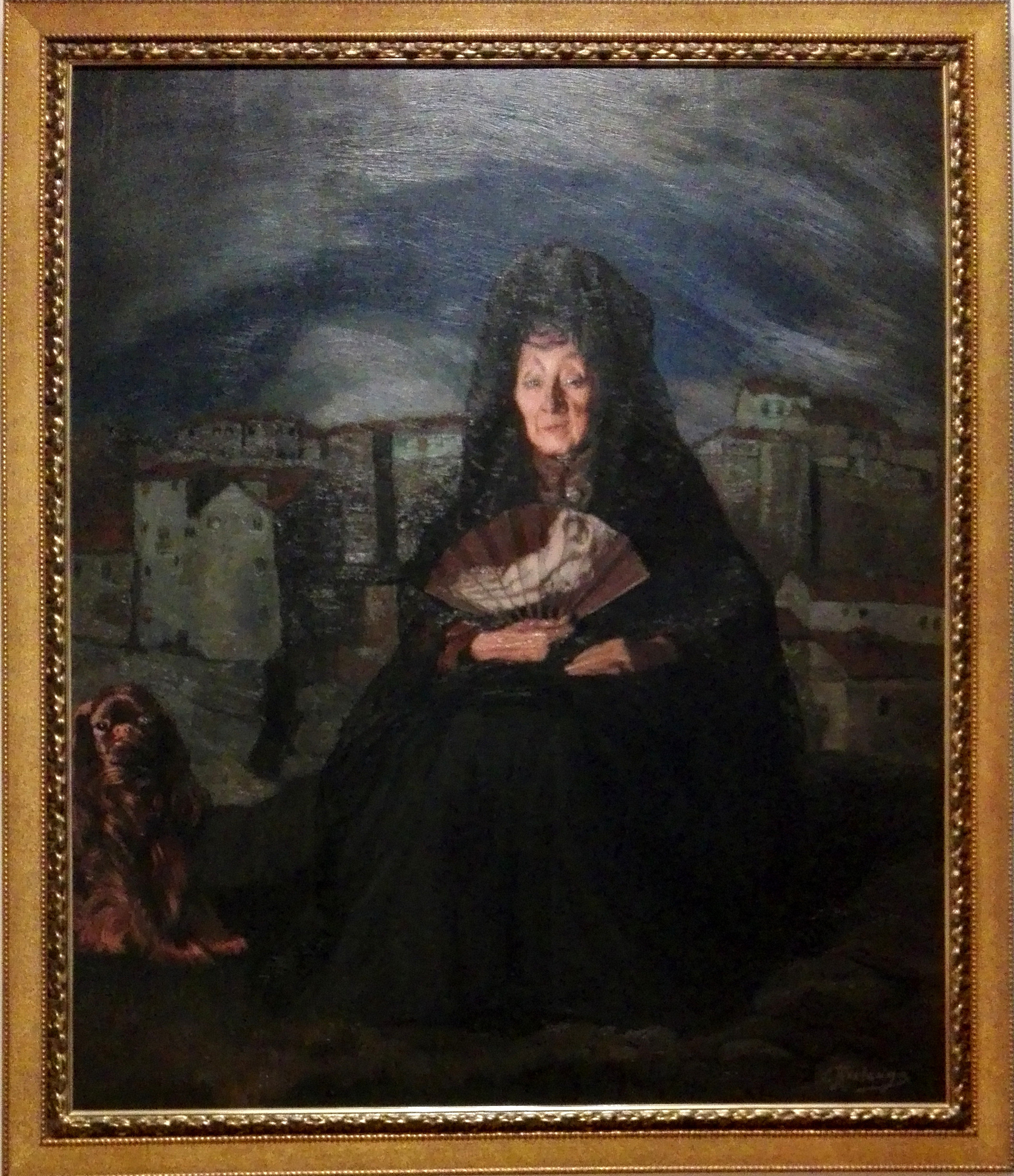
Doña Rosita Gutierrez

Seine Verehrung für Goya brachte Zuloaga 1907 öffentlich zum Ausdruck, als er auf seine Kosten eine Marmorplatte an dem (vermeintlich) letzten Wohnhaus Goyas in Bordeaux anbringen ließ. 1913 spendete er für die Errichtung eines Denkmals in Fuendetodos, dem Geburtsort des Aragonesen, um schließlich 1915 dessen Geburtshaus zu erwerben. Daneben ließ er eine 1917 eröffnete Schule errichten, im Jahr darauf ein Kinderbuch über Goya herausgeben und schließlich neben der Pfarrkirche des Ortes eine Büste zur Erinnerung an den Maler aufstellen. Seinen ersten Goya, ein Porträt der Condesa de Baena, kaufte er 1900, als er zur großen Retrospektivausstellung nach Madrid kam. Weitere Werke Goyas fügte er später seiner Sammlung hinzu und galt bald als Experte, der auf einen Blick besser als einige Gelehrte einen Goya identifizieren konnte. So erhielt er auch 1930 vom Museum von Bilbao den Auftrag, ein Gemälde der Königin Maria Luisa de Parma von Goya, das später mit dem Kopf der Amalia de Sajonia, der Frau König Ferdinands VII. übermalt worden war, malerisch wiederherzustellen. Wenig bekannt sind die Bühnenbilder, die Zuloaga für die 1919 in Paris aufgeführte Oper Goyescas von Granados gestaltet hatte. Vom Bühnenbild des zweiten Aktes existiert der Entwurf, der eine ganz nach der frühen Art Goyas gestaltete Landschaft mit Zitaten aus dessen Gobelinentwürfen, z. B. dem Hampelmann sowie Figuren aus der Wiese des Heiligen Isidro ausweist. Als erwogen wurde, mit der Dekoration der Grabkapelle Goyas seinen Konkurrenten Sorolla zu beauftragen, protestierte eine Zeitung dagegen: „Zuloaga ist der, der am meisten über Goya weiß, er ist der Goya unserer Tage“[Lorente Lorente S. 180]. Wegen Ausbruch des spanischen Bürgerkriegs nicht zur Ausführung kam der Auftrag, das ursprüngliche Mausoleum von Cayetana, Herzogin von Alba, in Madrid, das von Goya in Grisaille ausgemalt worden war, im ursprünglichen Stil zu restaurieren.
Nicht von ungefähr wurde Zuloagas Malstil genau zu der Zeit dunkler, als er seinen Arbeitsplatz von Sevilla nach Segovia verlegt, in Madrid ein weiteres Atelier eingerichtet und sich dort näher mit dem Werk Goyas befasst hatte. Goya-Zitate finden sich in vielen seiner Gemälde. Einige Frauen porträtierte Zuloaga nach dem Vorbild der Condesa de Baena, seitlich auf einem Divan liegend, den Ellbogen aufgestützt und den Kopf mit der Hand haltend (Marcelle Souty echada con vestido de volantes, 1915; Señora de Escardó, 1927). Unter seinen stehenden Frauenporträts lassen sich mehrere als Hommage an Goyas berühmtes Gemälde der Herzogin von Alba identifizieren, insbesondere das Porträt der Duquesa de Arion von 1918 und der Duquesa de Alba, aber auch das Porträt der Señora Concuera von 1918 und der Señora Garay von 1938. Doch damit nicht genug: Bei den Porträts der als spanische Manolas mit Schultertuch, Steckkamm und Fächer verkleideten Argentinierin Doña Rosita Gutiérrez von 1915 und der Deutsch-Italienerin Marquesa de Casati von 1923 leistete er sich den Scherz, ihren Fächer mit Goyas Maja desnuda zu verzieren. Nach dem Vorbild dieses berühmten Gemäldes gestaltete er auch diverse Frauenakte, so Desnudo del clavel von 1915 und Desnudo rojo von 1922 (beide Museu Nacional d’Art de Catalunya) sowie La Italiana von 1931.

## Vom Traditionalisten zum Nationalisten
Die Malerei Zuloagas im ersten Jahrzehnt des zwanzigsten Jahrhunderts war Ausdruck dessen, was die Intellektuellen und Literaten der Generación del 98 fühlten und propagierten, so dass man ihn als ihren künstlerischen Repräsentanten – aber trotz seiner Freundschaft mit deren wichtigsten Vertretern wohl nicht als Mitglied dieser Gruppe – bezeichnen kann. Weder ist bekannt, dass er an ihren Tertulias im Café Levante teilnahm, noch betätigte er sich schriftstellerisch wie z. B. die Maler Ricardo Baroja und José Gutiérrez Solana. Zuloaga war Künstler, Maler, kein Intellektueller, und äußerte sich nie zur Tagespolitik. Zweifellos teilte er jedoch ihre Idee einer Erneuerung Spaniens aus seinen Traditionen, aus dem „stillen Leben der Menschen“ heraus, aus seiner „inneren Geschichte“, wie dies Unamuno nannte. Dem herrschenden liberal-konservativen Establishment galt er damit als unpatriotisch; es bevorzugte akademische Malerei oder die fröhlichen, positiven, lichtdurchfluteten Bilder seines größten Rivalen Joaquín Sorolla. Nationalismus und Modernität waren in der ersten Hälfte des zwanzigsten Jahrhunderts keine Gegensätze, wie auch die Beispiele des mit Zuloaga befreundeten nationalistischen Komponisten Manuel de Falla und des Symbolisten Maurice Denis zeigen. Bei einem Treffen mit Ramiro de Maeztu im Jahr 1913 – begleitet von Maurice Ravel und französischen Intellektuellen, die Barrès Ansichten von einem neuen organischen Nationalismus teilten – äußerte er, dass Pariser Kultiviertheit nur Berechnung, Zahlen und Dekadenz bedeuteten, während man im traditionellen ländlichen Spanien Kraft, Leidenschaft und Vitalität finde. Inwieweit Zuloaga mit Barrès fremden- und judenfeindlichem Nationalismus übereinstimmte, ist nicht bekannt. Sein Porträt von 1913 war jedoch eine Hommage an Barrès und dessen Haltung gegenüber der gemeinsamen Idee von Spanien.
Den Sturz der Monarchie 1931 und die Republik hatte Zuloaga ausdrücklich begrüßt und hoffte, dass sich alles normalisieren werde; als jedoch nach der Wahl von 1936 die linke Volksfront knapp gesiegt hatte, fürchtete er das Kommen eines sowjetischen Systems. Als von den Intellektuellen der Generación del 98 Unamuno von den Faschisten aus seinem Amt als Rektor der Universität Salamanca gedrängt wurde und Pío Baroja nach Frankreich ins Exil ging, während Ramiro de Maeztu, der 1931 die ultranationalistische Accion Espanola gegründet hatte, gleich zu Beginn des Bürgerkriegs von Republikanern hingerichtet worden war, versuchte Zuloaga zunächst, sich einer Parteinahme zu enthalten. Nach den Ereignissen der ersten Kriegsmonate und nachdem sein Sohn Antonio sich den Truppen Francos angeschlossen und er selbst die vollständige Zerstörung Eibars gesehen hatte (von seinem Elternhaus stand nur noch die Fassade), erlag Zuloaga der Propaganda der Nationalisten, wonach diese Zerstörungen ebenso wie die Gernikas auf das Konto der Roten gingen. In seiner in einem Interview mit dem Korrespondenten Artieri der italienischen La Stampa bewegend geäußerten Sorge um das nationale Erbe, das er durch den Abtransport der Kunstwerke aus den Museen Madrids durch die Republikaner gefährdet sah, schloss er sich der Petition von mehr als 350 Künstlern und Intellektuellen vom 22. März 1937 an den Völkerbund, den Verkauf von Raubkunst zu verbieten, an. Außerdem stellte er sich in einem Aufruf an die Welt vom 19. November 1937 im Diario de Cordoba mit einer Warnung vor der Zerstörung der spanischen Kunst durch „Moskau und seine spanischen Sklaven“ ausdrücklich auf die Seite Francos. Die Franquisten hatten sein internationales Ansehen bereits am 20. August 1936 propagandistisch für ihren Kreuzzug dadurch missbraucht, dass eine Falschmeldung über seine angebliche Exekution durch die republikanische Seite im Radio und einem Telegramm an die New York Times verbreitet wurde. Abgelenkt werden sollte dadurch von der zwei Tage zuvor erfolgten Ermordung Garcia Lorcas durch Faschisten. Im März 1937 wurde wiederum die Falschmeldung an die New York Times, die Washington Post und die Los Angeles Times geschickt, Zuloaga sei von der Volksfrontregierung in Bilbao zum Tode verurteilt worden. Während Picassos im Auftrag der republikanischen Regierung für die Weltausstellung in Paris hergestelltes Werk Guernika große Anteilnahme fand, diente die Beschickung der Biennale von Venedig 1938 mit 37 Gemälden Zuloagas, darunter die Belagerung des Alcázars von Toledo, den Nationalisten zur propagandistischen Darstellung ihrer Sicht auf Spanien; Zuloaga wurde mit dem Premio Mussolini ausgezeichnet. Im Juli 1939 überreichte der spanische Botschafter in Berlin Adolf Hitler als persönliches Geschenk Francos drei Gemälde Zuloagas, worüber nicht nur der Völkische Beobachter, sondern auch die New York Times berichtete. Zuloaga selbst protestierte jedoch im selben Jahr ausdrücklich gegen den Einmarsch der deutschen Truppen in Frankreich. Im Oktober 1939 besuchte Franco das Museo Zuloaga in Zumaia und in der Zuloaga-Ausstellung in Madrid 1941 wurde das wohl 1940 entstandene, heute nicht mehr öffentlich zugängliche, von Azorin hoch gelobte Porträt Francos, breitbeinig mit blauem Falange-Hemd und roter Carlisten-Kappe vor einer kahlen Landschaft stehend, eine Hand in die Hüfte gestützt, die andere eine spanische Fahne haltend, ausgestellt. Zur Verabschiedung des US-amerikanischen Botschafters in Spanien, Carlton J. H. Hayes, erhielt dieser im Januar 1945 zum Ausdruck der Wertschätzung des Regimes seiner Dienste für die Annäherung Spaniens an die USA ein dafür bei Zuloaga in Auftrag gegebenes Porträt. Der Maler war in seinen letzten Lebensjahren zu einem bedeutenden Propagandaelement des Franco-Regimes geworden, sein Bild erschien auf Briefmarken für das Ausland sowie einer 500-Pesetas-Banknote.
Das Zusammenwirken dieser eigenen Positionierung Zuloagas und ihrer propagandistischen Ausnutzung mit einem im zwanzigsten Jahrhundert von Meier-Graefe vorbereiteten und von Alfred Barr entwickelten geradlinigen kunsthistorischen Paradigma, das nur eine von nationalen Traditionen losgelöste moderne Kunst als solche anerkannte, führte dazu, dass ein zu seinen Lebzeiten international anerkannter und geschätzter Künstler bis vor kurzem außerhalb Spaniens weitgehend unbekannt geblieben ist. Mit einer großen Retrospektiv-Ausstellung mit 105.000 Besuchern erinnerte das Museo de Bellas Artes de Bilbao im Jahr 2019 an einen der großen spanischen Maler. Erstmals nach mehr als einem Jahrhundert war in Deutschland vom 15. September 2023 bis 2. Februar 2024 eine Ausstellung von Gemälden Zuloagas in der Kunsthalle München zu sehen.

## Ausstellungen (Auswahl)
- 1898: Salon de la Sociéte Nationale des Beaux-Arts, Paris
- 1900: Berliner Kunstsalon
- 1901: Internationale Kunstausstellung, Dresden
- 1903: Biennale, Venedig
- 1904: Internationale Kunstausstellung, Düsseldorf
- 1910: The Hispanic Society of America, New York
- 1912/13: Winter-Ausstellung der Münchener Secession mit Josef Flossmann und Leo Samberger
- 1924/25: Einzelausstellung mit Stationen in New York, Boston, Palm Beach und Havanna
- 1926: Erste Einzelausstellung in Spanien, Circulo de Bellas Artes, Madrid
- 1970: Ignacio Zuloaga. Exposición homenaje, San Sebastián
- 1984: I. Zuloaga, Segovia
- 1990: Ignacio Zuloaga, 1870–1945, Bilbao, Dalla, Paris, New York, Madrid
- 2005: Ignacio Zuloaga, Girona, Vitoria, Murcia
- 2017/18. Zuloaga en el París de la Belle Époque, 1889–1914, Fundación MAPFRE, Madrid
- 2018: Ignacio Zuloaga. Carácter y emoción, Fundación Bancaja, Valencia
- 2019: Ignacio Zuloaga, 1870–1945, Museo de Bellas Artes de Bilbao
- 2023: Mythos Spanien. Ignacio Zuloaga, Kunsthalle München

## Auszeichnungen
- 1896 Silbermedaille für dos Amigas: III. Exposición de Bellas Artes e Industrias Artisticas, Barcelona
- 1898 Goldmedaille für Vispera de la Corrida: IV. Exposición de Bellas Artes e Industrias Artisticas, Barcelona
- 1901 Goldmedaille: Internationale Kunstausstellung in Dresden
- 1903 Goldmedaille der 5. Biennale von Venedig
- 1907 Preis des Königs und Ehrendiplom: Exposición de Bellas Artes e Industrias Artisticas, Barcelona
- 1911 1. Preis (geteilt mit 9 weiteren Künstlern) der Internationalen Kunstausstellung von Rom
- 1912 Ehrendiplom der Internationalen Kunstausstellung von Amsterdam
- 1917 großes Ehrendiplom der Exposición Hispano-Francesa von Zaragoza
- 1938 Gran premio Mussolini der Biennale von Venedig.

## Zeitgenössische Literatur
- Miguel Utrillo (Hrsg.): Five essays on the art of Ignacio Zuloaga. The Hispanic Society of America, New York 1909. Zitiert als: „Utrillo“.
- Christian Brinton: Catalogue of paintings by Ignacio Zuloaga. The Hispanic Society of America, New York 1909. archive.org. Zitiert als: „Brinton 1909“.
- Christian Brinton: Ignacio Zuloaga Exhibition November 1916 to November 1917. Redfield-Kendrick-Odell Co Printers, New York 1916. archive.org. Zitiert als: „Brinton 1916“.
- James Huneker: Promenades of an Impressionist. Charles Scribner’s Sons, New York 1925. ISBN 978-1-5413-2334-6.
- Hans Rosenhagen: Von Ausstellungen und Sammlungen. In: Die Kunst für Alle Bd. XVI, 1901, S. 99. ub.uni-heidelberg.de.
- Hans Rosenhagen: Münchener Sezession. In: Die Kunst für Alle Bd. XVIII, 1903, S. 468. ub.uni-heidelberg.de.
- Wolfgang von Oettingen: Die fünfte Venezianer Kunstausstellung. In: Die Kunst für Alle Bd. XVIII, 1903, S. 513. ub.uni-heidelberg.de.
- Hermann Board: Die internationale Kunstausstellung zu Düsseldorf. In: Die Kunst für Alle Bd. XIX, 1904, S. 533. ub.uni-heidelberg.de.
- Moeller van den Bruck: Bemerkungen über Zuloaga. In: Jugend 1905 Nr. 9, S. 156.
- Karl Michael Kuzmány: Die VI. internationale Kunstausstellung der Stadt Venedig. In: Die Kunst für Alle Bd. XX, 1905, S. 471. ub.uni-heidelberg.de.
- Karl M. Kuzmány: Die IX. internationale Kunstausstellung der Stadt Venedig. In: Die Kunst für Alle Bd. XXVI, 1910, S. 49. ub.uni-heidelberg.de.
- Hans Barth: Die Römische Kunstausstellung. In: Die Kunst für Alle Bd. XXVI, 1910/11, S. 500. ub.uni-heidelberg.de.
- Oskar Pollak: Die internationale Kunstausstellung in Rom 1911. In: Zeitschrift für bildende Kunst N.F, Verlag E.A. Seemann Leipzig Bd. 23, 1911 H. 12, S. 273, 287.
- Camille Mauclair: Ignacio Zuloaga. In: Die Kunst für Alle Bd. XXVII, 1911, S. 1. ub.uni-heidelberg.de.
- Georg Jacob Wolf: Die Winterausstellung der Münchner Sezession. In: Die Kunst für Alle Bd. XXVIII, 1912, S. 193. ub.uni-heidelberg.de.
- Camille Mauclair: Ignacio Zuloaga. In: Jugend 1913 Nr. 41, S. 1195. jugend-wochenschrift.de. Zitiert: „Mauclair“.
- Georg Jacob Wolf: Die Winterausstellung der Münchner Secession. In: Die Kunst für Alle Bd. XXVIII, 1913, S. 193. ub.uni-heidelberg.de.
- John Singer Sargent, Raymond Wyer: Ignacio Zuloaga/Ignacio Zuloaga's Exhibition. In: The International Studio Vol. LX 1916 Nr. 238. ub.uni-heidelberg.de.

## Neue Literatur
- Enrique Lafuente Ferrari: La vida y el arte de Ignacio Zuloaga. 3. Aufl. Editorial Planeta, Barcelona 1990, ISBN 84-320-6644-3, zitiert als: „Lafuente Ferrari“.
- Leyre Bozal Chamorro, Pablo Jiménez Burillo (Hrsg.): Zuloaga en el Paris de la belle epoque, 1889–1914. Fundación Mapfre Madrid 2017. ISBN 978-84-9844-650-0. Zitiert als: „En el Paris“.
- Maria de las Mercedes Valdivieso Rodrigo: Die Generation von 98 und die spanischen Maler. Böhlau Verlag Köln Wien 1988. ISBN 3-412-06488-2. zitiert als „Valdivieso Rodrigo“.
- Mikel Lertxundi Galiana, Javier Novo González: Zuloaga 1870-1945, Ausstellungskatalog, Museo de Bellas Artes de Bilbao (Hrsg.), Bilbao 2019. ISBN 978-84-96763-90-6. Zitiert als: „Lertxundi Galiana“ bzw. „Novo González 2019“.
- Maria Villalonga Cabeza de Vaca, Anglada-Camarasa, Desde el Simbolismo a la Abstracción. Iberoamericana/Vervuert, Madrid/Frankfurt am Main 2015, ISBN 978-84-8489-789-7 bzw. ISBN 978-3-95487-336-4. Zitiert als: „Villalonga Cabeza“.
- José Romero Portillo: Ignacio Zuloaga en Sevilla. Diputación de Sevilla, Sevilla 2015. ISBN 978-84-7798-381-1. Zitiert als: „Portillo“.
- Mayi Milhou: Ignacio Zuloaga et la France. Université de Bordeaux III, sec. Hist. de l'art, Bordeaux 1979, zitiert als „Milhou“.
- Dena Crosson: Ignacio Zuloaga and the problem of Spain. Dissertation, University of Maryland 2009. umd.edu, abgerufen am 14. Mai 2019. Zitiert als: „Crosson“.
- Franziska Börner: Auf der Suche nach Spanien. Dissertation Universitat de Barcelona, 2015. ub.edu, abgerufen am 14. Mai 2019. Zitiert als: „Börner“.
- Anna Maria Paredes Arnáiz: Unamuno y las artes 1888–1936. Dissertation. Universitat de Barcelona 2013. ub.edu, abgerufen am 14. Mai 2019. Zitiert als „Arnáiz“.
- Eugenia Querci: Tra Parigi, Venezia e Roma: Zuloaga, i pittori spagnoli e l'Italia. Dissertation Universidad complutense de Madrid 2014. ucm.es, abgerufen am 14. Mai 2019.
- Fernando Marías: Luces y sombras de una pasion: Zuloaga y El Greco. Cuadernos de arte de la Universidad de Granada 40, Granada 2009. S. 317 – 352. ISSN 0210-962X. ugr.es, abgerufen am 14. Mai 2019. Zitiert als: „Marias“.
- Jesús Pedro Lorente Lorente: La pasión por Goya en Zuloaga y su círculo. Artigrama 25, 2010, S. 165 – 183. ISSN 0213-1498. cademia.edu, abgerufen am 14. Mai 2019. Zitiert als: „Lorente Lorente“.
- Eric Storm: Crushed between Gauguin and Picasso : Ignacio Zuloaga's depictions of Spain and the politics of nationalism. In: Ingrid Hanson, Wilfried Jack Rhoden, E.E. Snyder (Hrsg.): Poetry, Politics and Pictures: Culture and Identity in Europe, 1840–1914. Peter Lang, Bern 2013 S. 67–91. academia.edu abgerufen am 14. Mai 2019. Zitiert als „Storm 2013“.
- Eric Storm: Santiago Rusiñol, Ignacio Zuloaga y el reduscubrimiento del Greco. In: Nadia Hernández, Vinyet Panyella (Hrsg.): El Greco: La mirada de Rusiñol. Barcelona 2014, S. 46 – 58. leidenuniv.nl, abgerufen am 14. Mai 2019. Zitiert als: „Storm 2014“.
- Javier Novo González: Ignacio Zuloaga y su utilización por el Franquismo. Ondare, Cuadernos de arts plasticas y monumentales 25, S. 233 – 243. Bilbao 2006, ISSN 1137-4403. euskomedia.org, abgerufen am 14. Mai 2019. Zitiert als: „Novo González 2006“.
- Denise Bonnaffoux: Paris vu par les peintres espagnols au tournant des XIXe-Xxe siècles. Revue du Caer 6, 2001. openedition.org, abgerufen am 14. Mai 2019. Zitiert als „Bonnaffoux“.
- Elena Astakhova: La "España Negra" y la "España Blanca" en el contexto histórico. mgimo.ru, abgerufen am 14. Mai 2019.
- Roger Diederen, Nerina Santorius, Carlos Alonso Pérez-Fajardo (Hrsg.): Mythos Spanien. Ignacio Zuloaga, Katalog zur Ausstellung in der Kunsthalle München, Deutscher Kunstverlag, Berlin 2023.